# Plusiinae
Plusiinae es una  subfamilia de polillas perteneciente a la familia Noctuidae. Como la subfamilia Noctuidae parece tener un  encaje parafilético,  Plusiinae puede llegar a ser elevada a la situación de familia (Weller et al. 1994).

## Tribus
- Abrostolini Eichlin & Cunningham, 1978
- Argyrogrammatini Eichlin & Cunningham, 1978
- Omorphini
- Plusiini Boisduval, [1828]
  - Subtribu Autoplusiina Kitching, 1987
  - Subtribu Euchalciina Chou & Lu, 1979
  - Subtribu Plusiina Boisduval, [1828]

## Galería

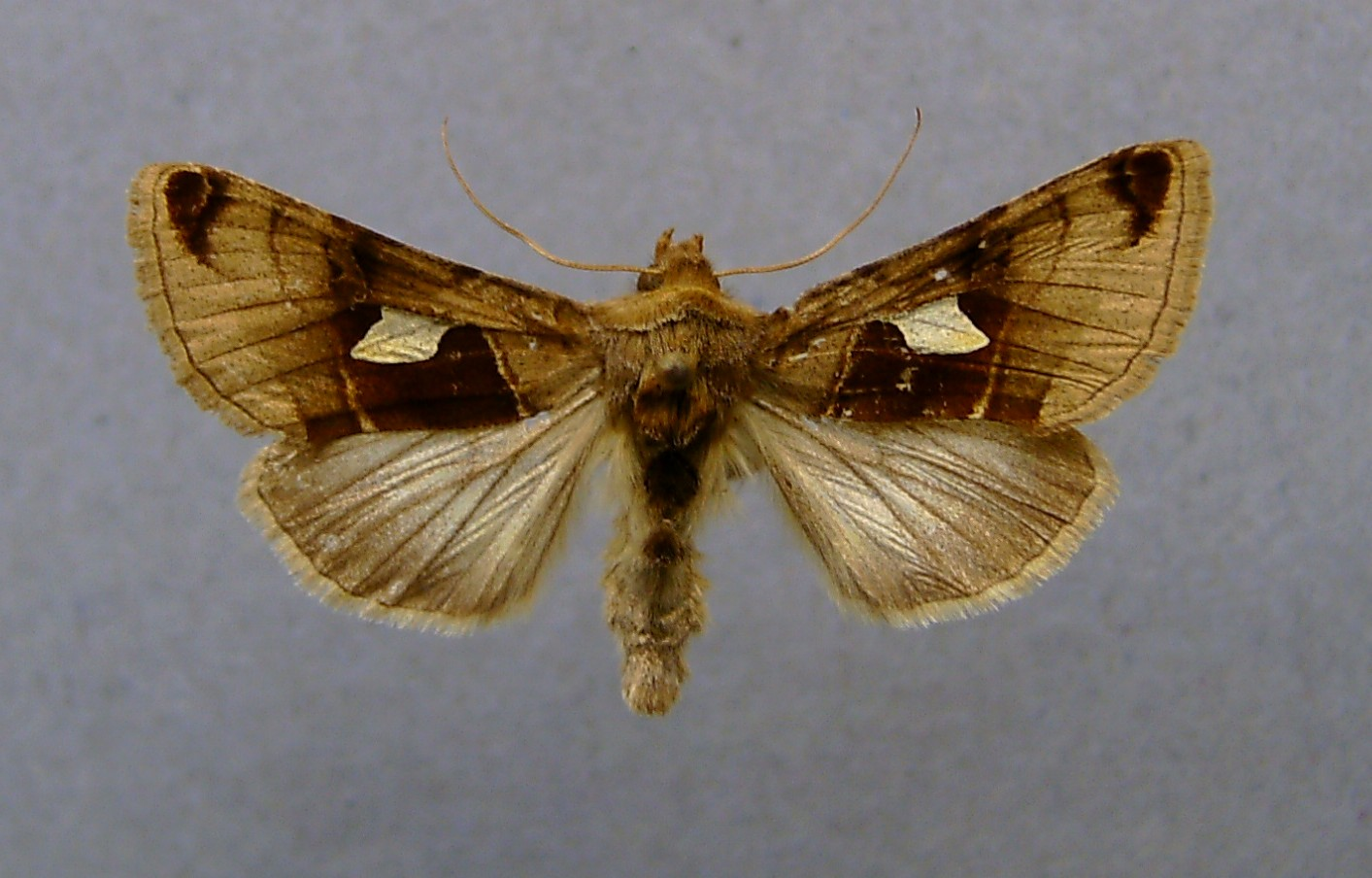
Autographa aemula
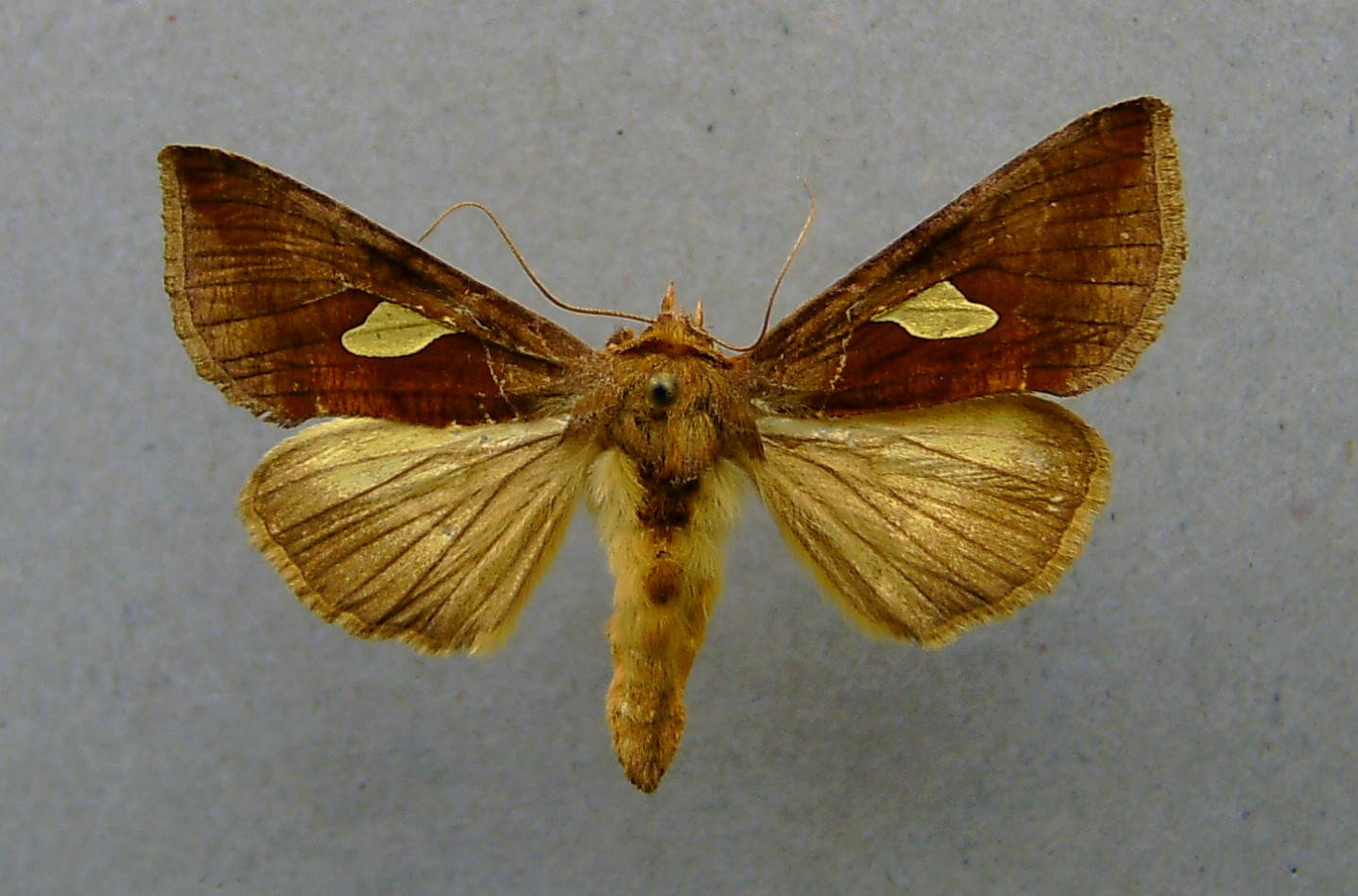
Autographa bractea
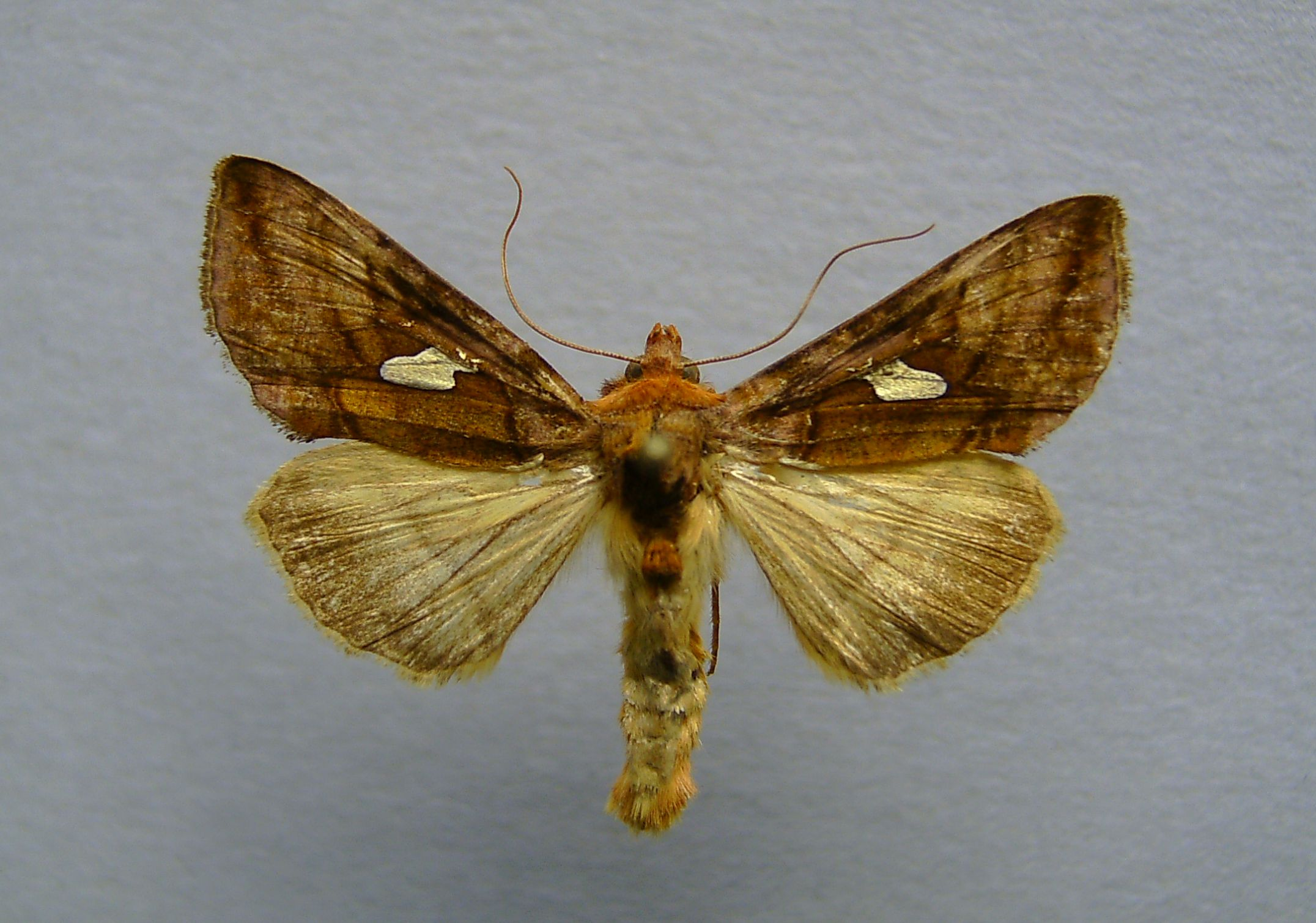
Autographa excelsa
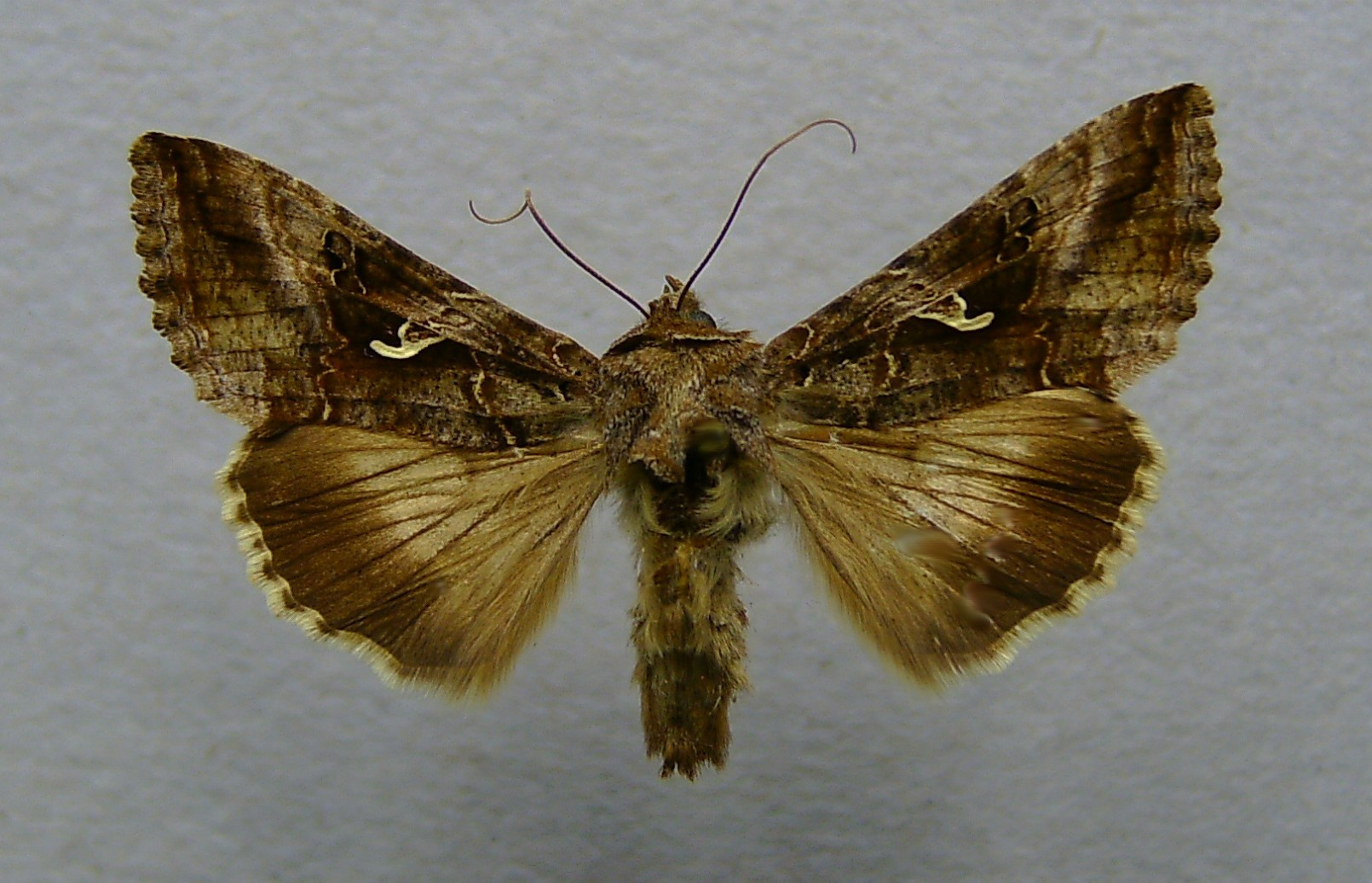
Autographa gamma
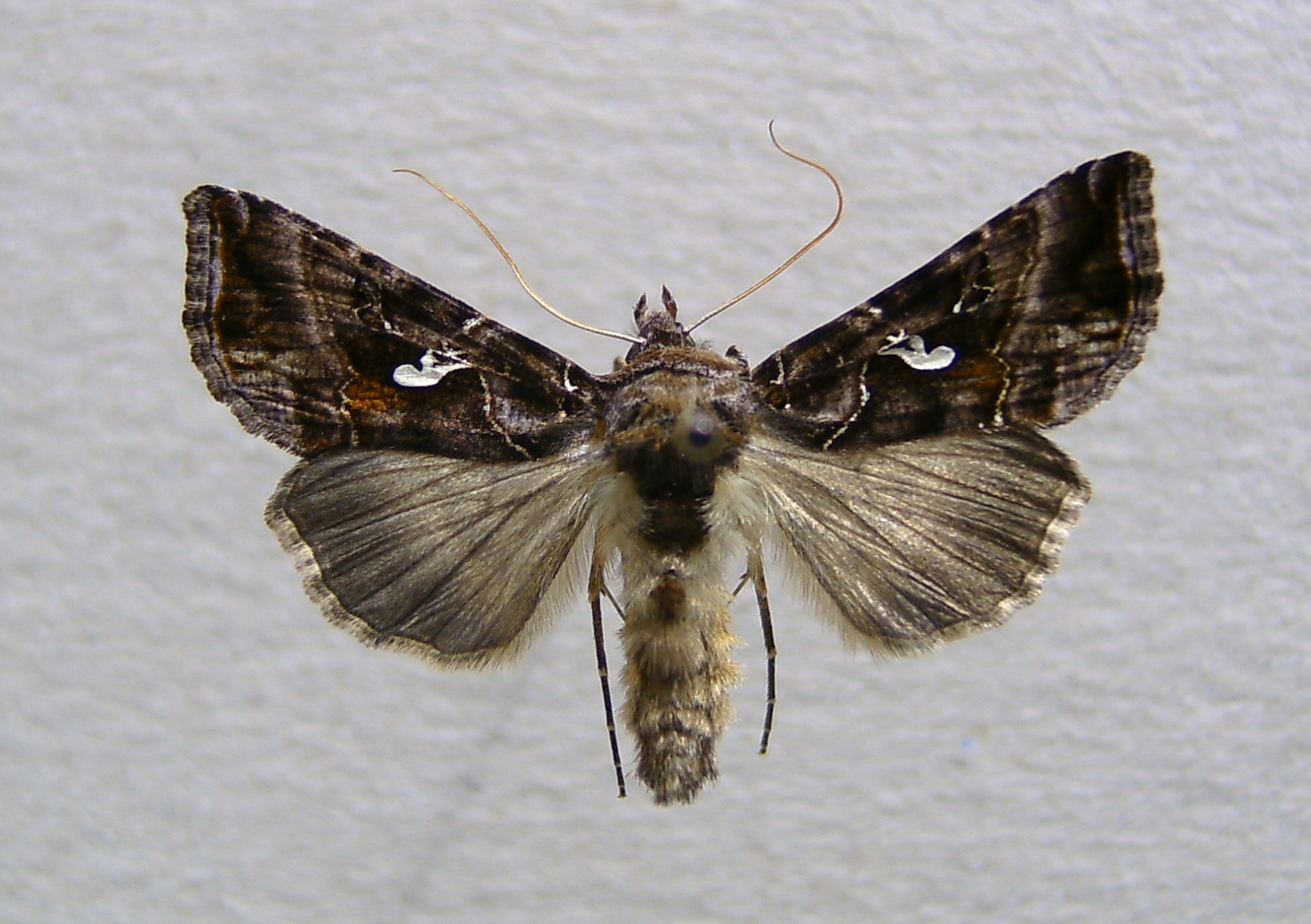
Autographa mandarina
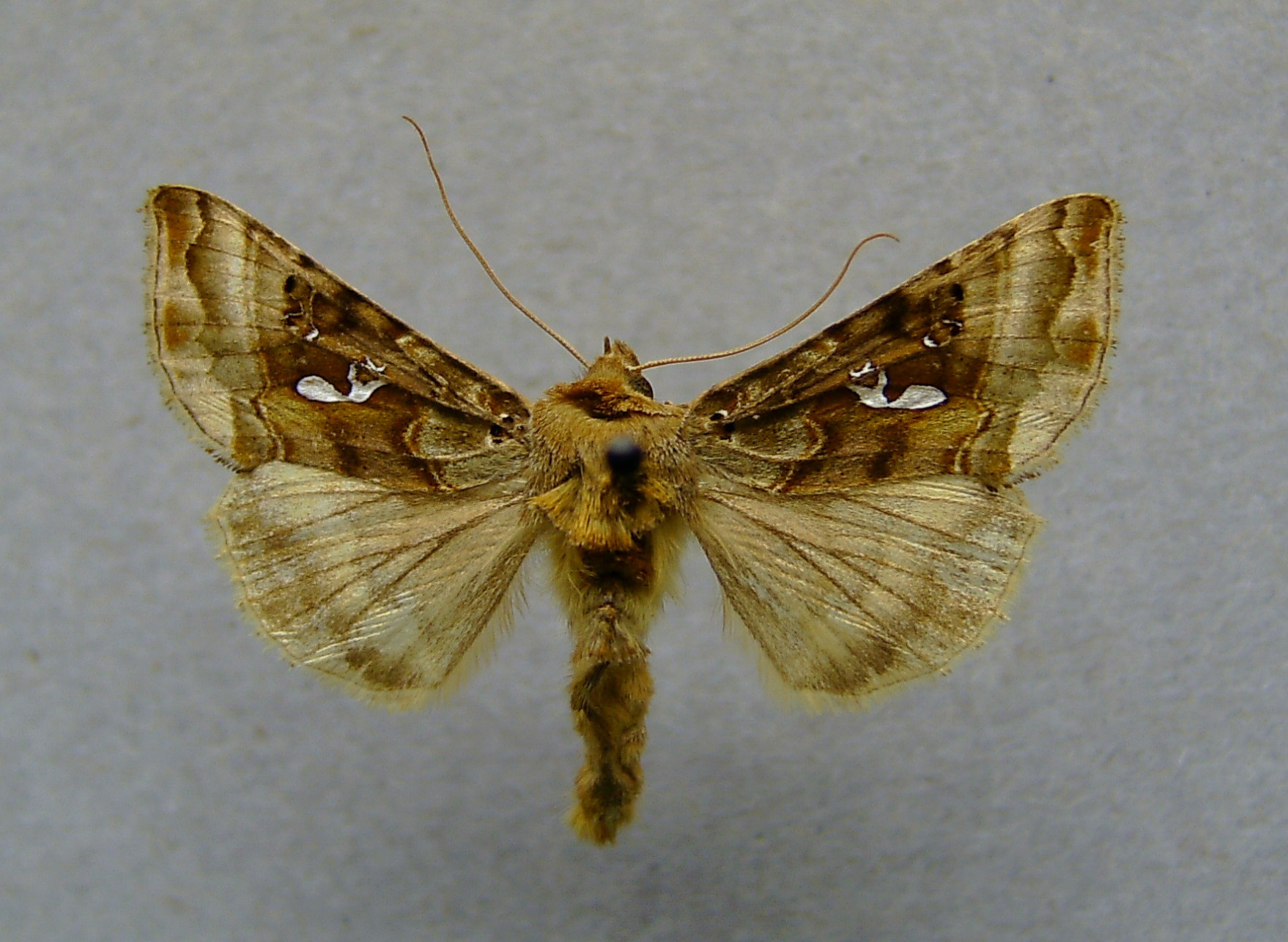
Autographa macrogamma
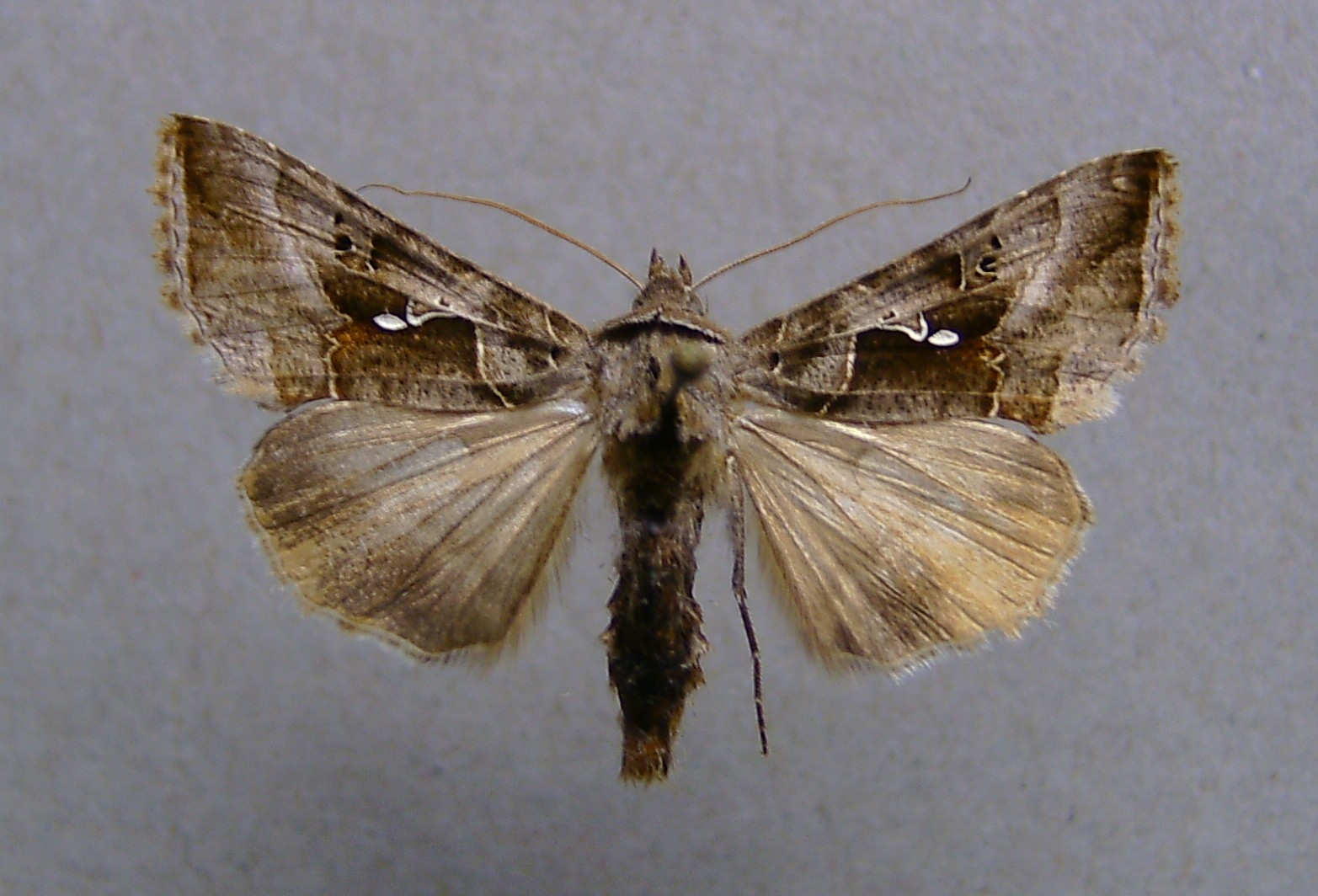
Autographa nigrisigna
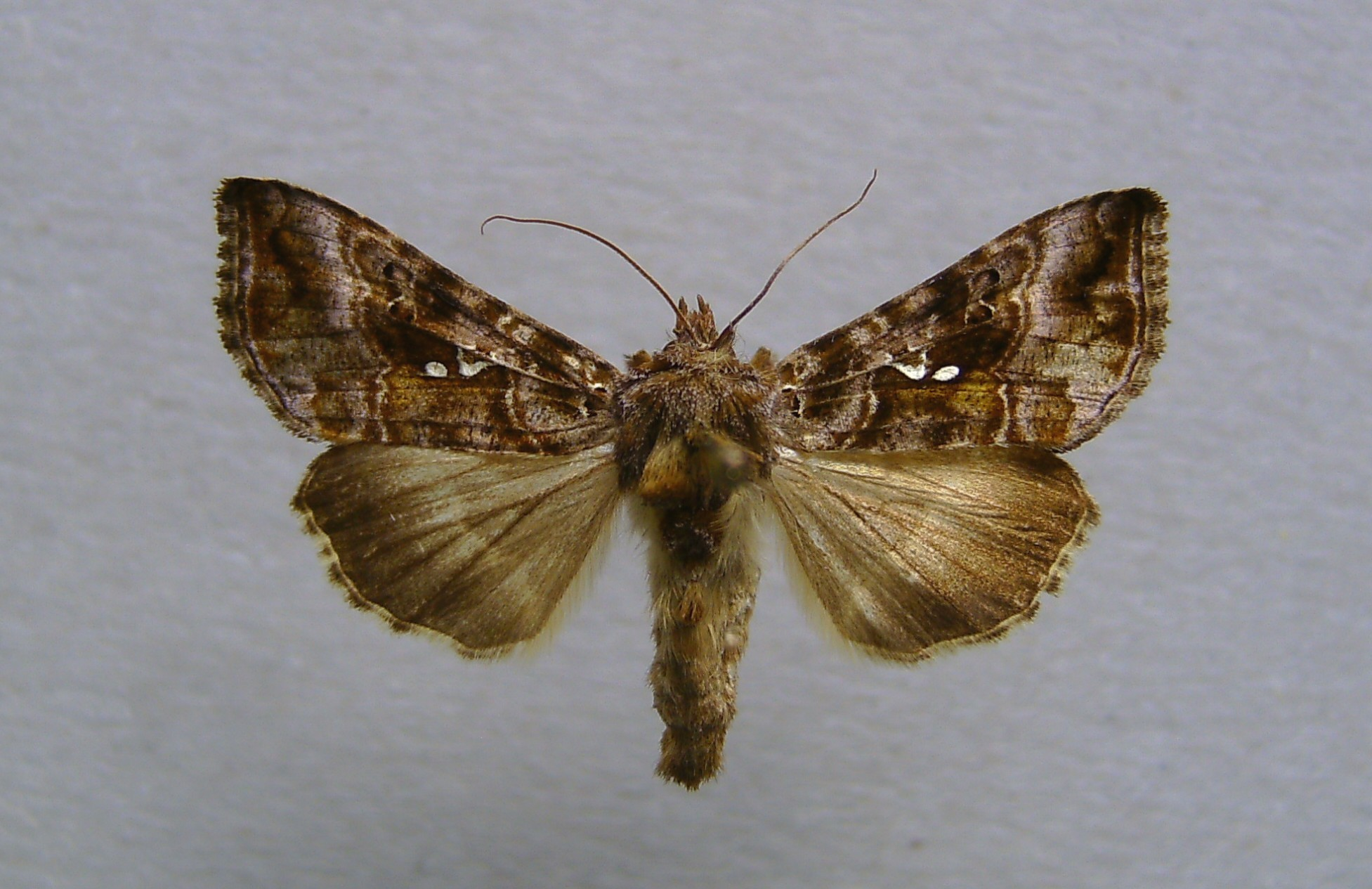
Autographa buraetica
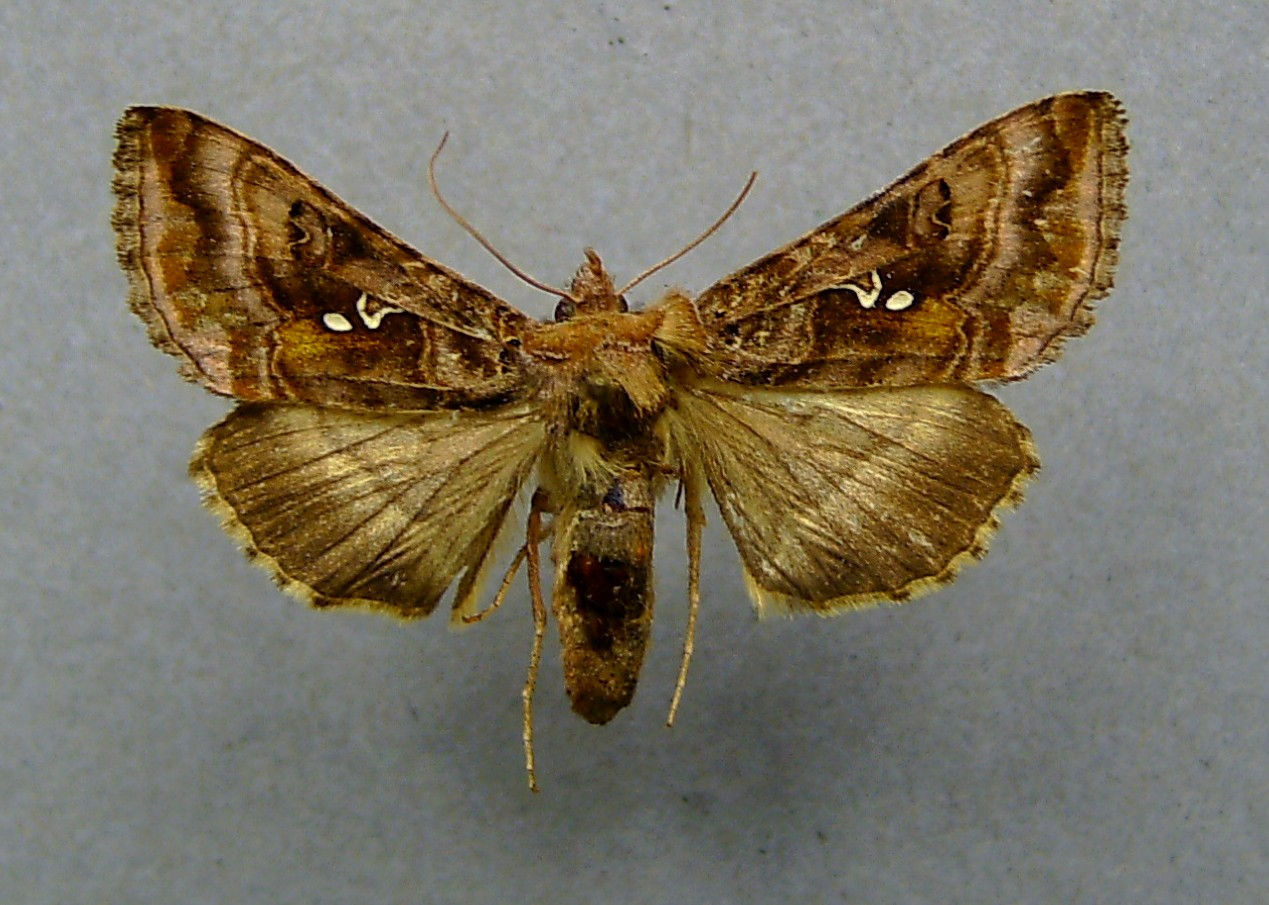
Autographa pulchrina
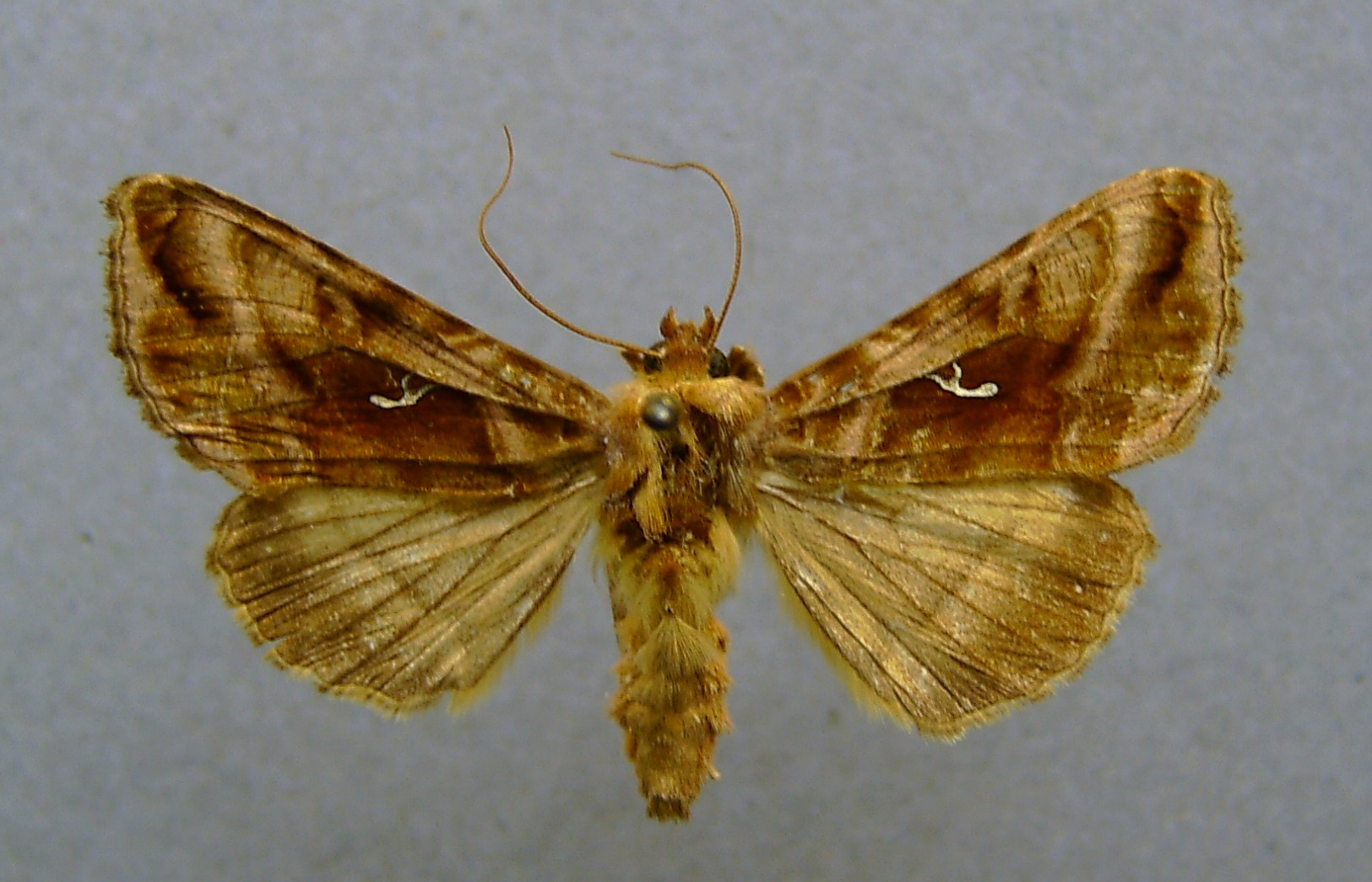
Autographa jota
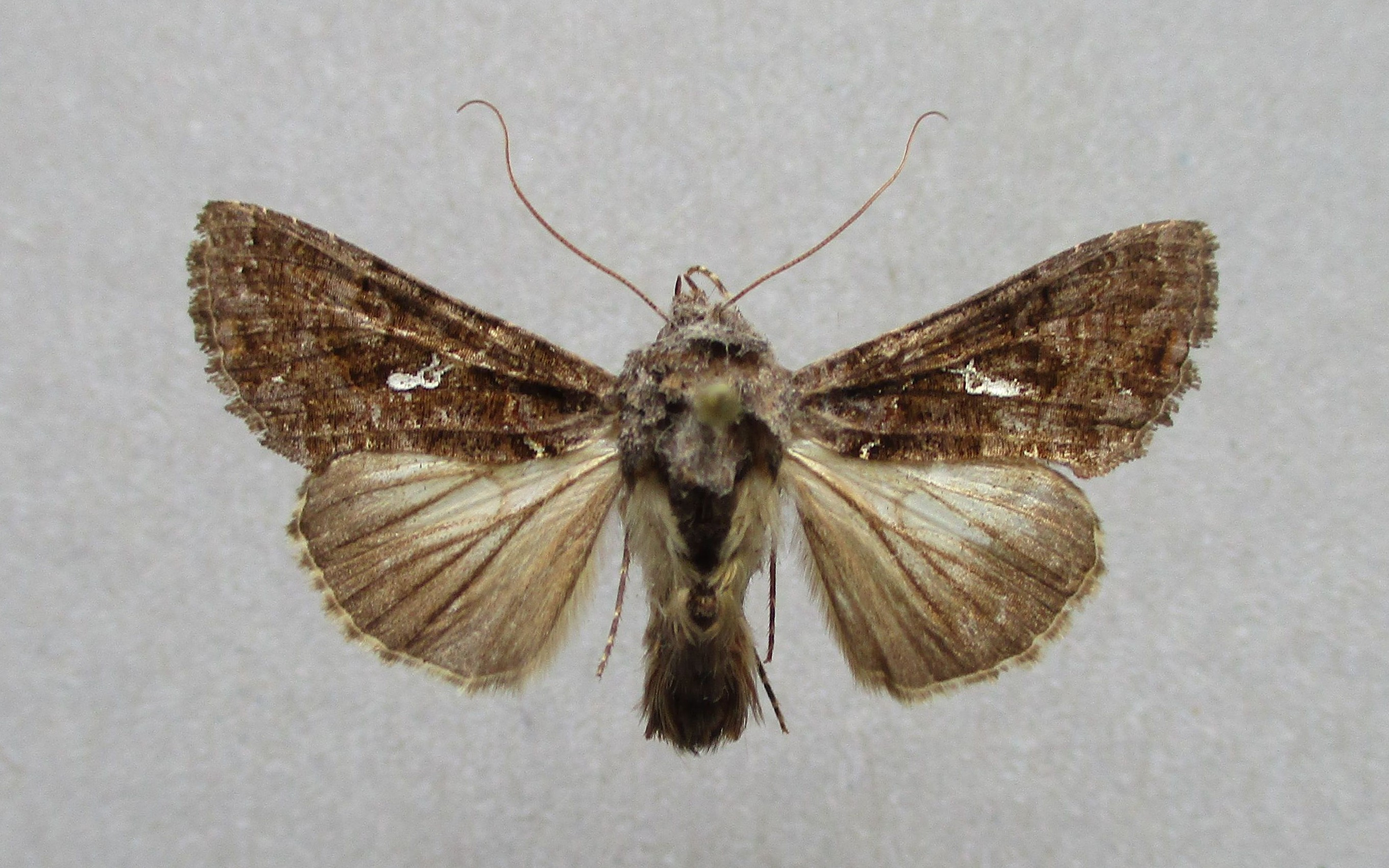
Ctenoplusia limbirena
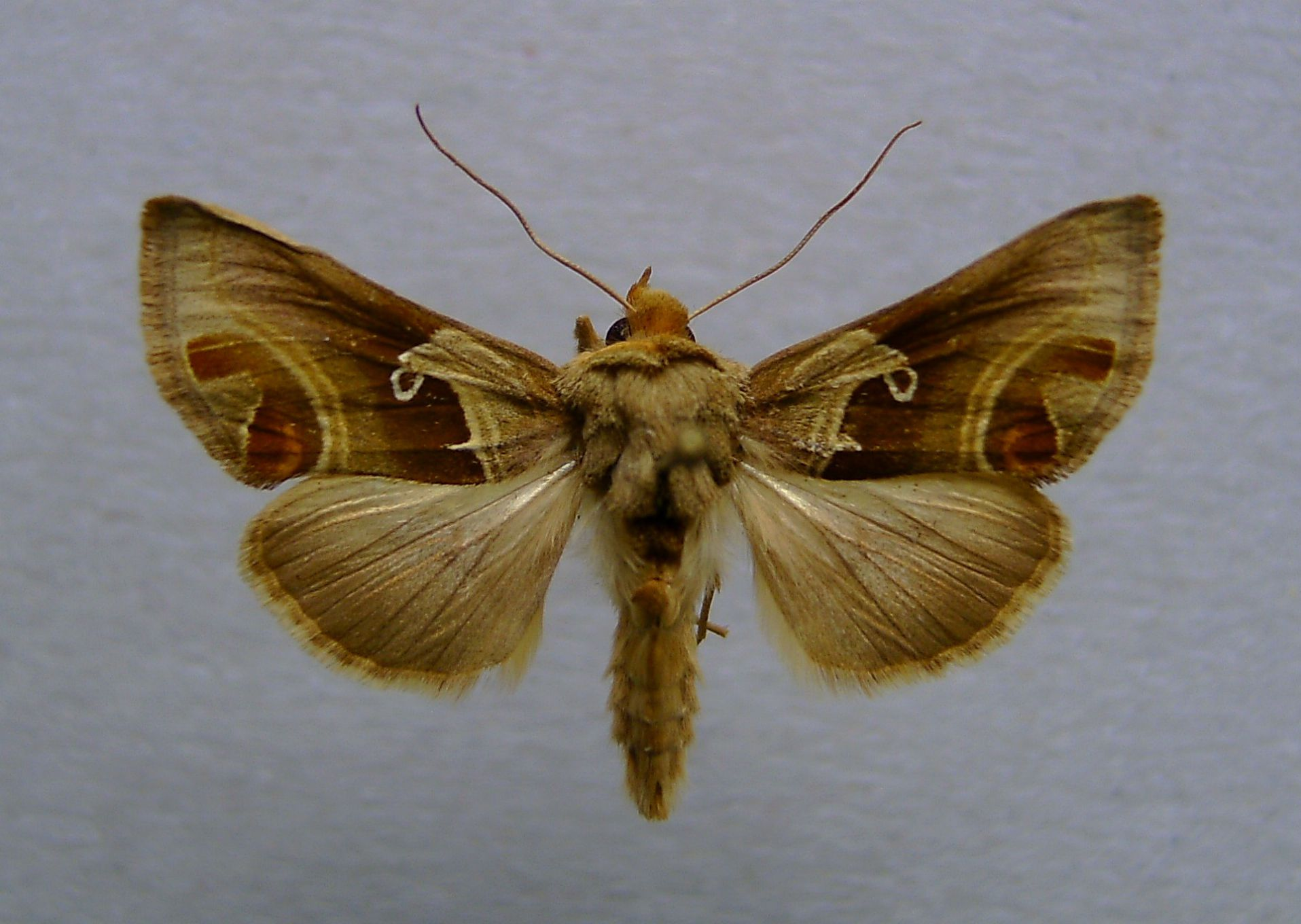
Euchalcia taurica
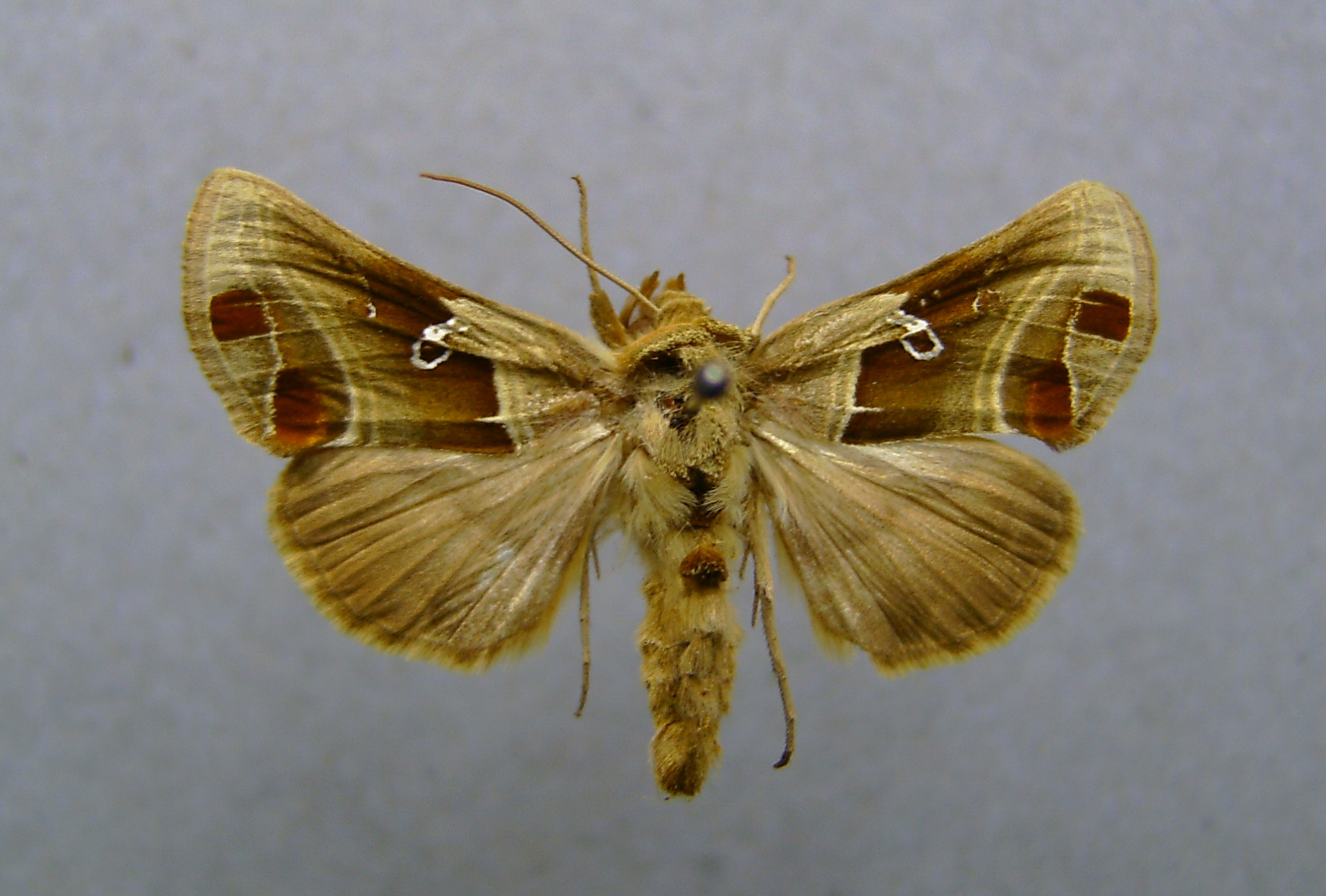
Euchalcia consona
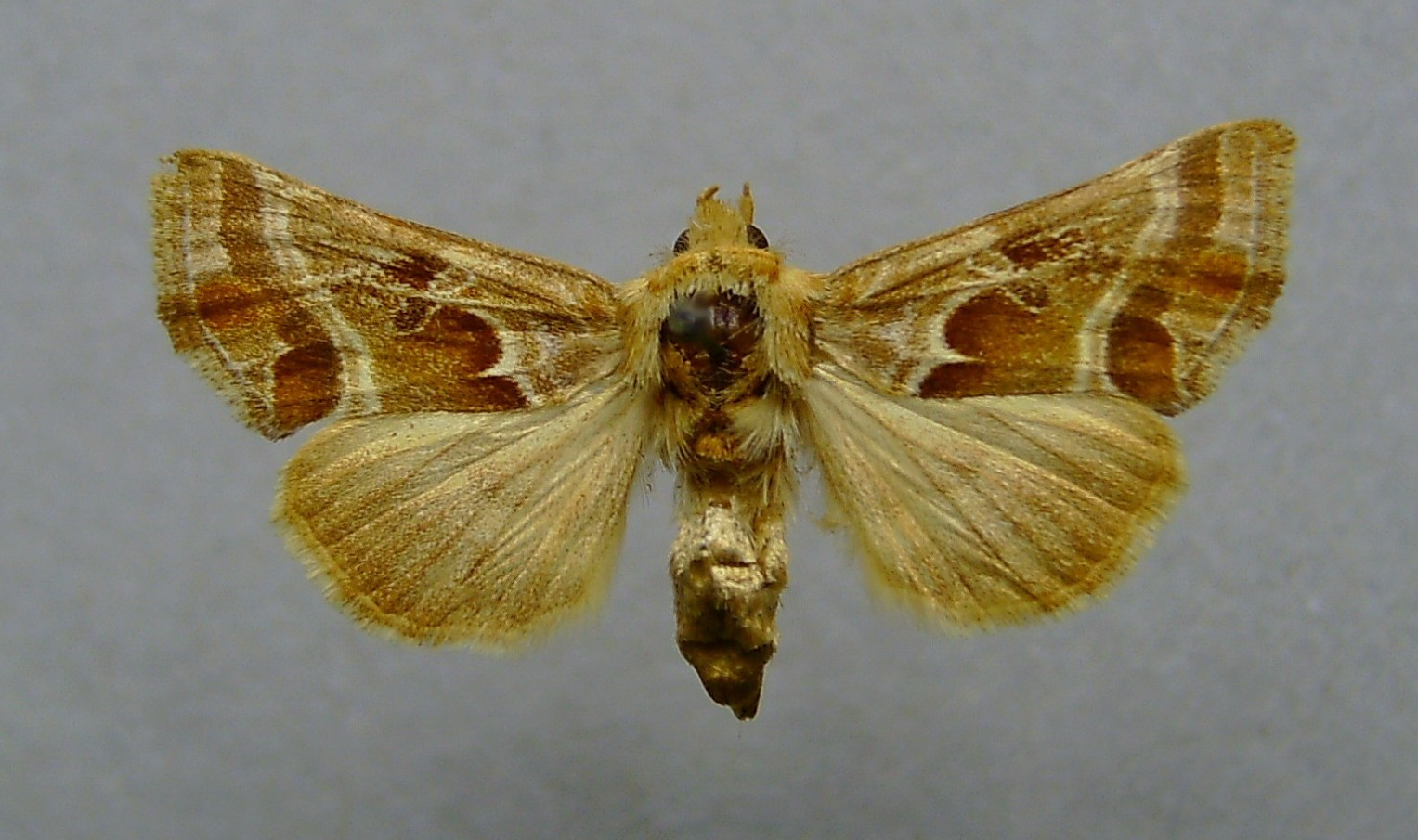
Euchalcia siderifera
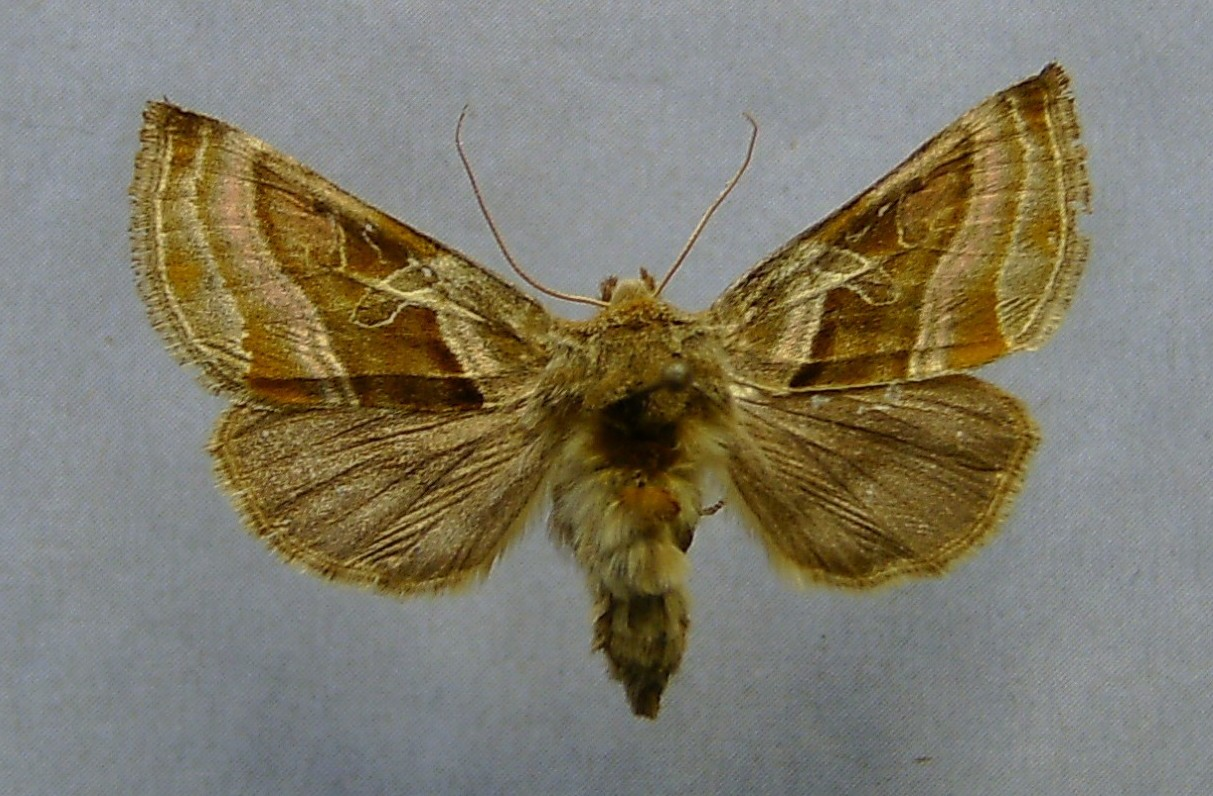
Euchalcia variabilis
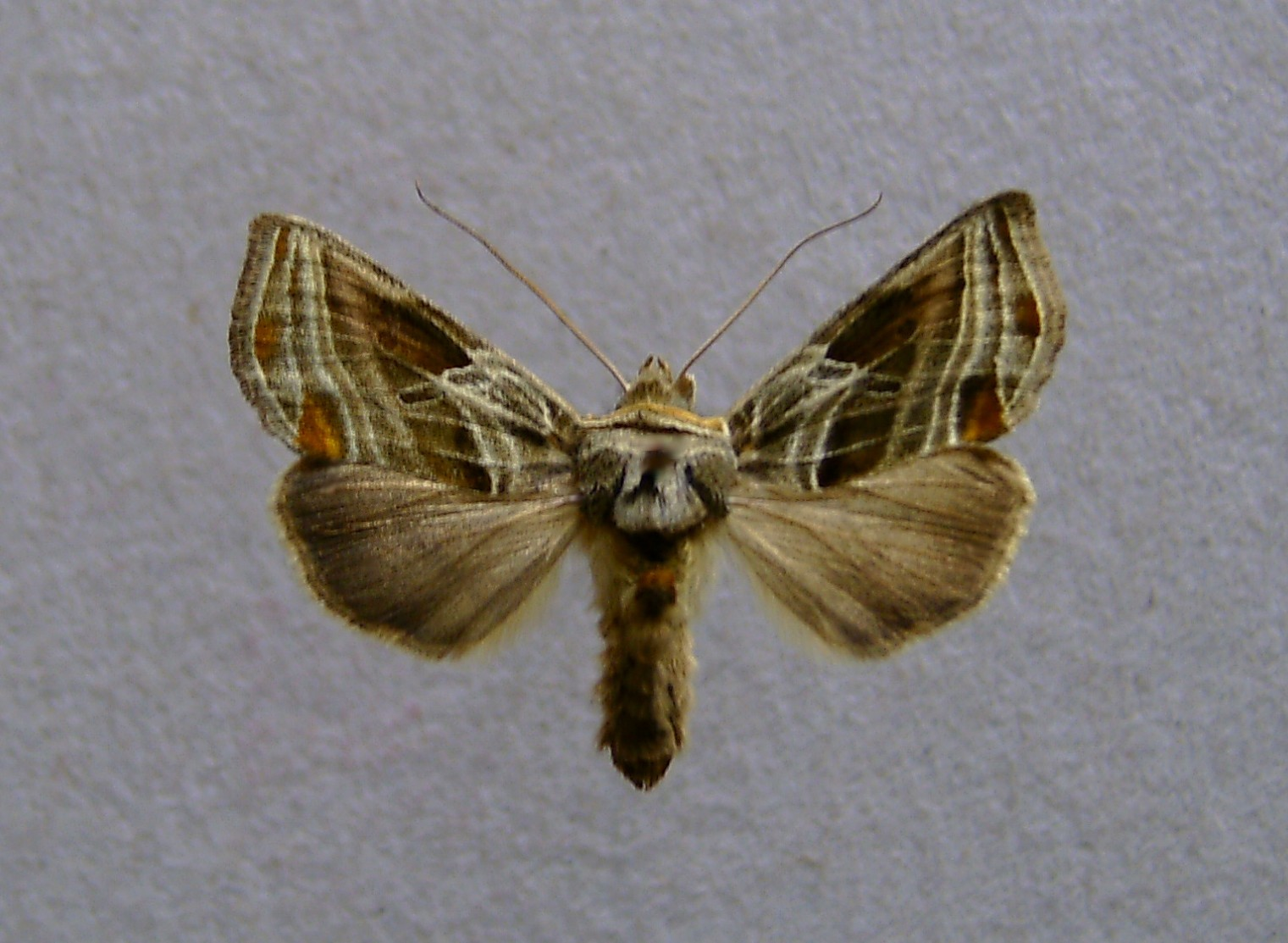
Euchalcia modestoides
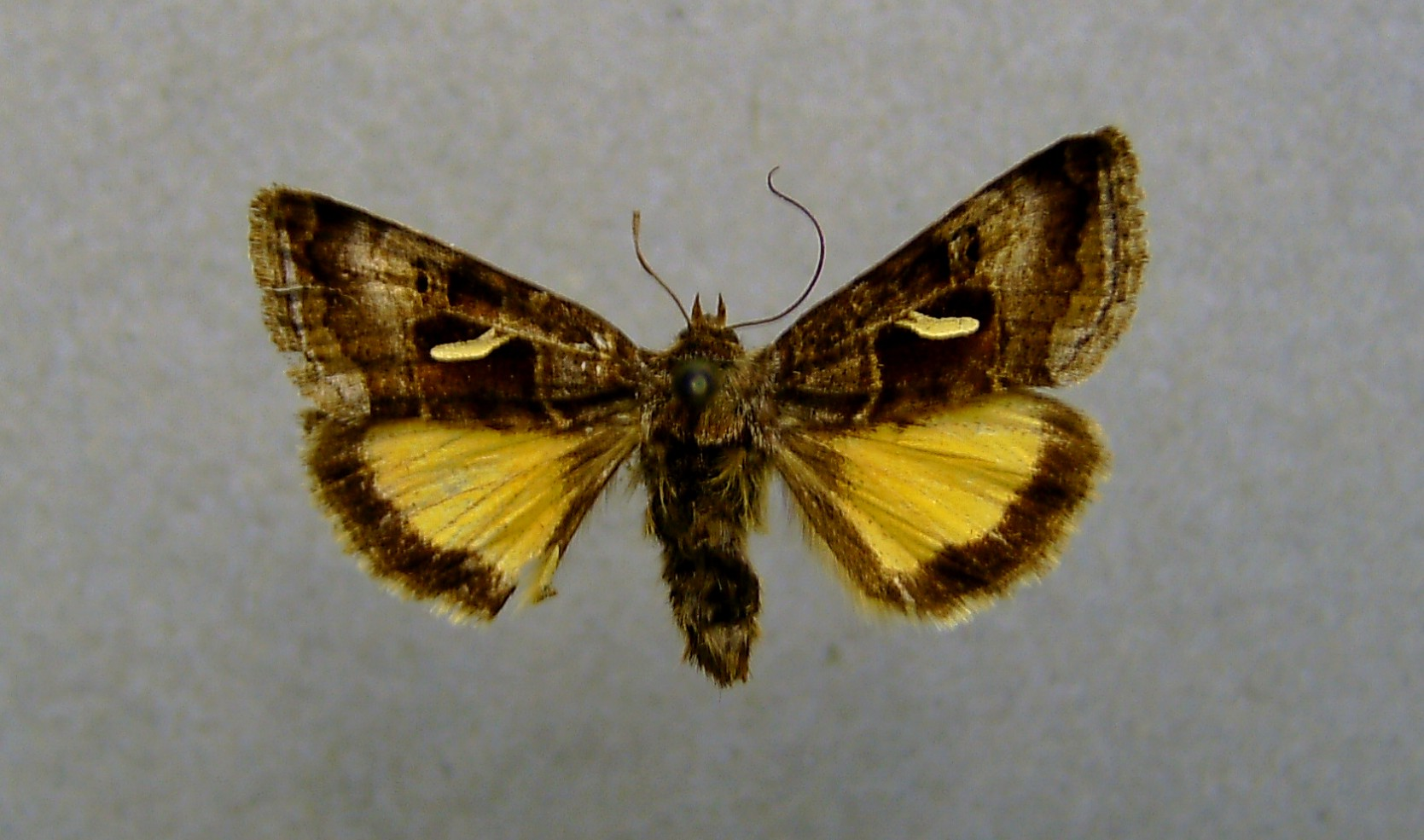
Syngrapha hochenwarthi
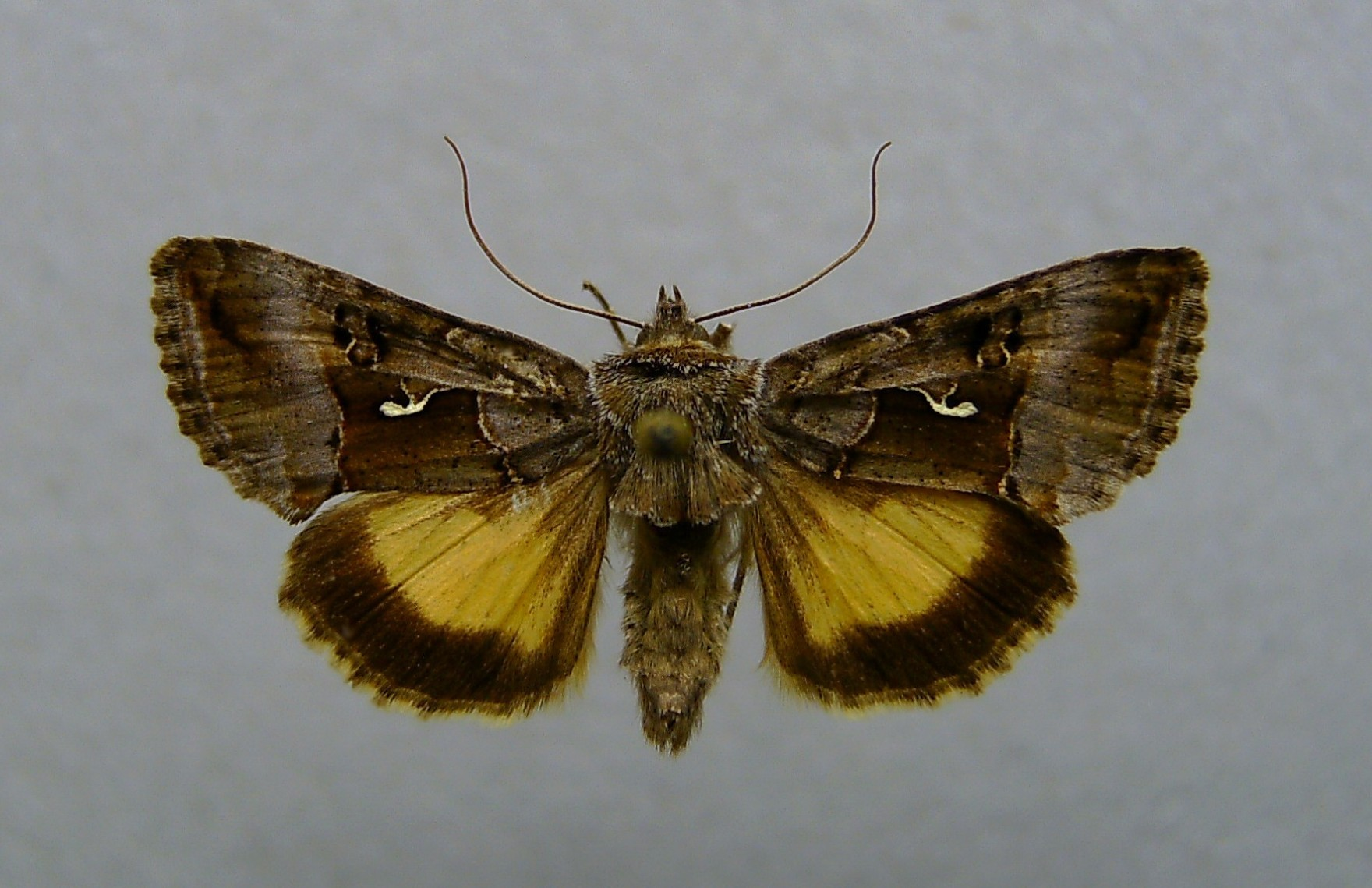
Syngrapha microgamma
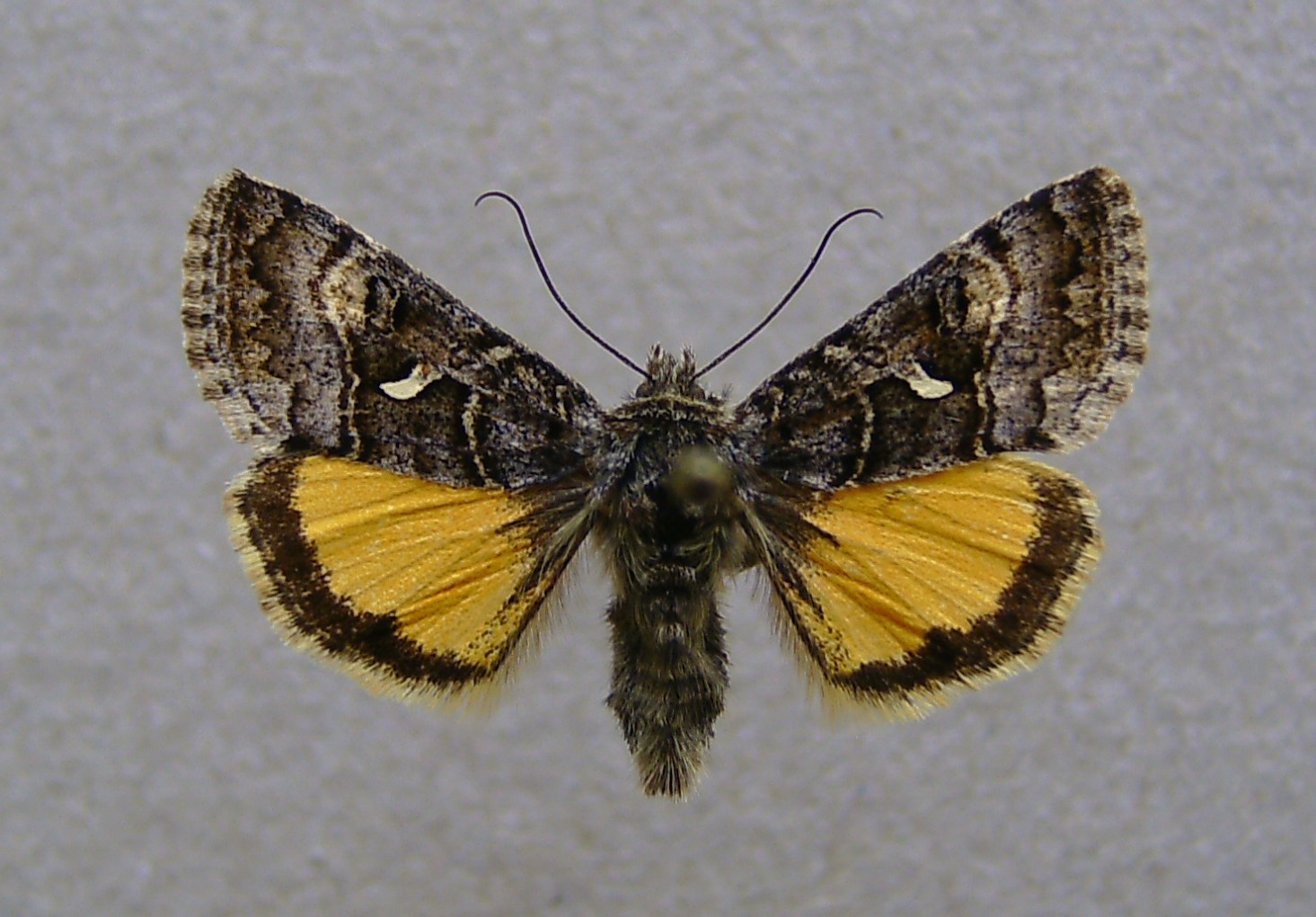
Syngrapha devergens
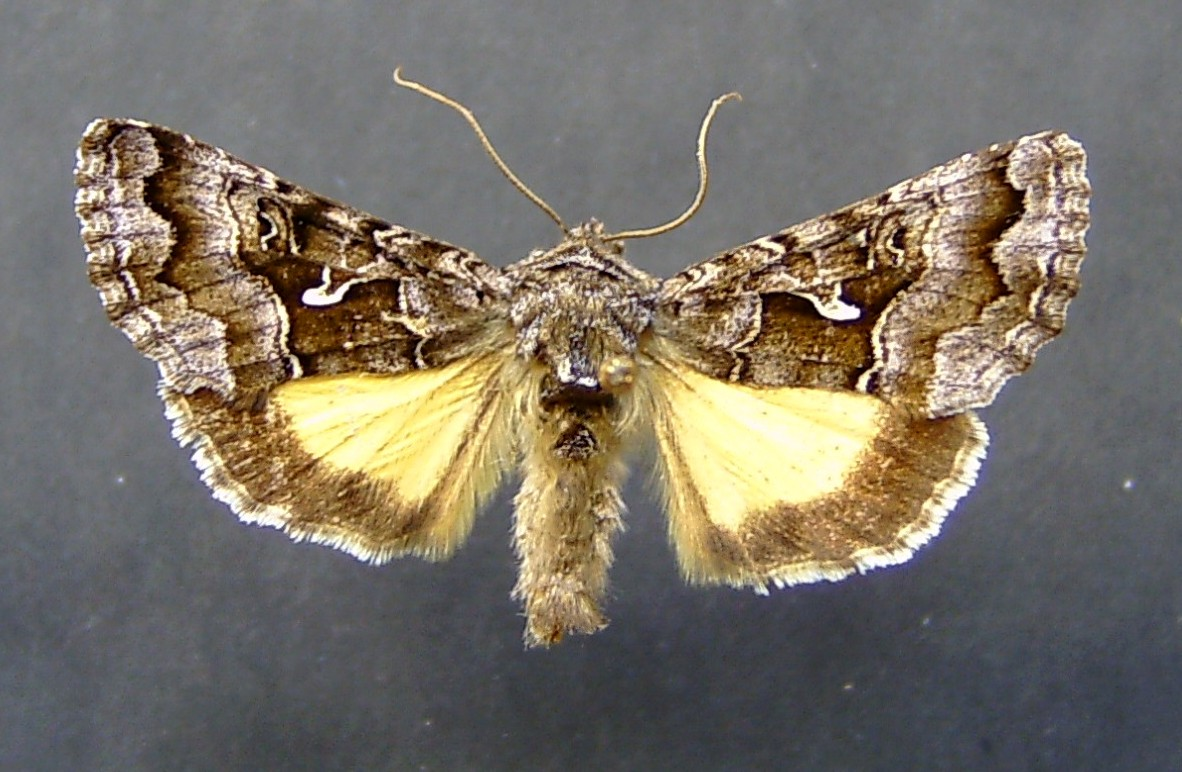
Syngrapha ain
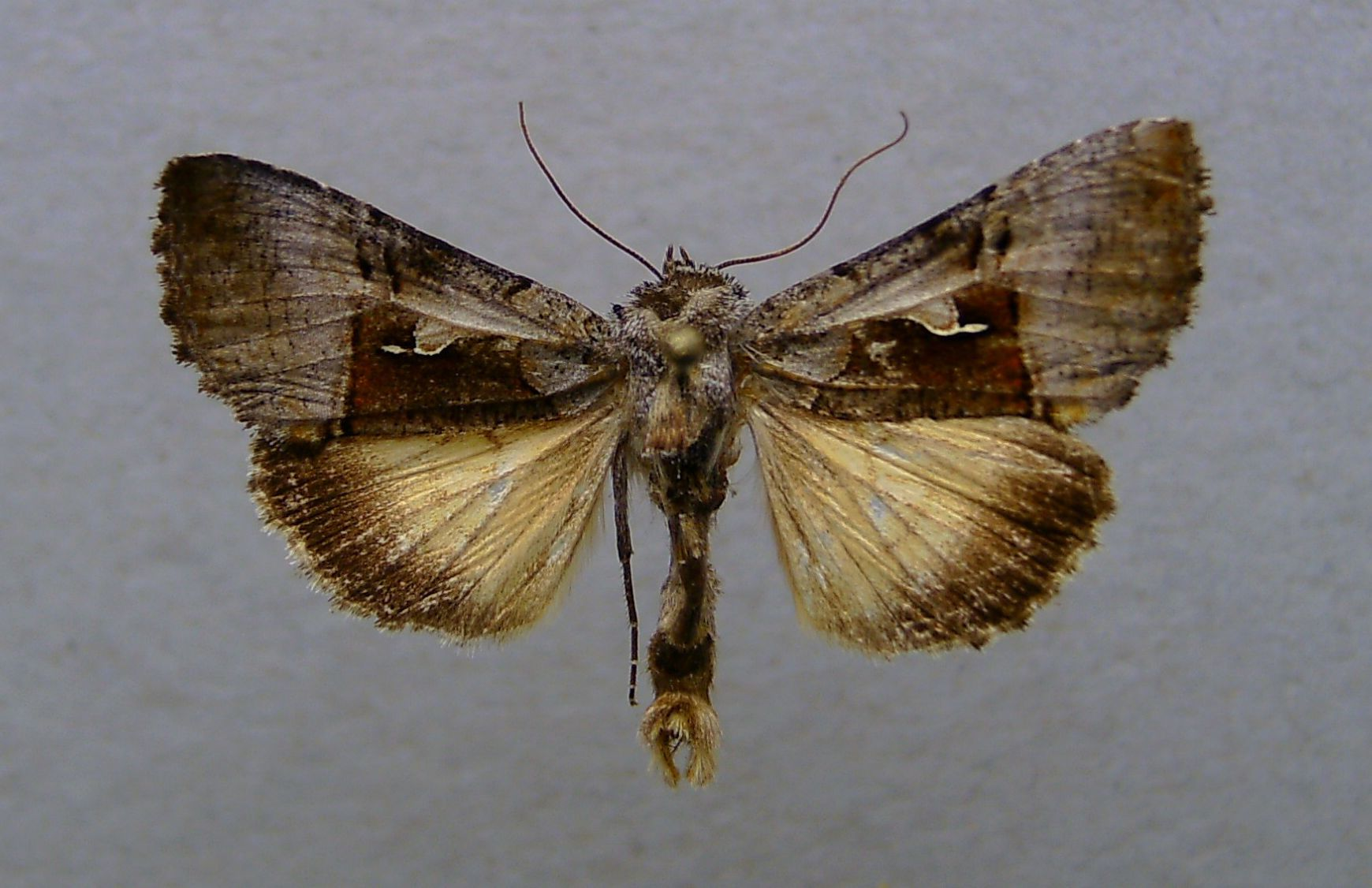
Syngrapha diasema
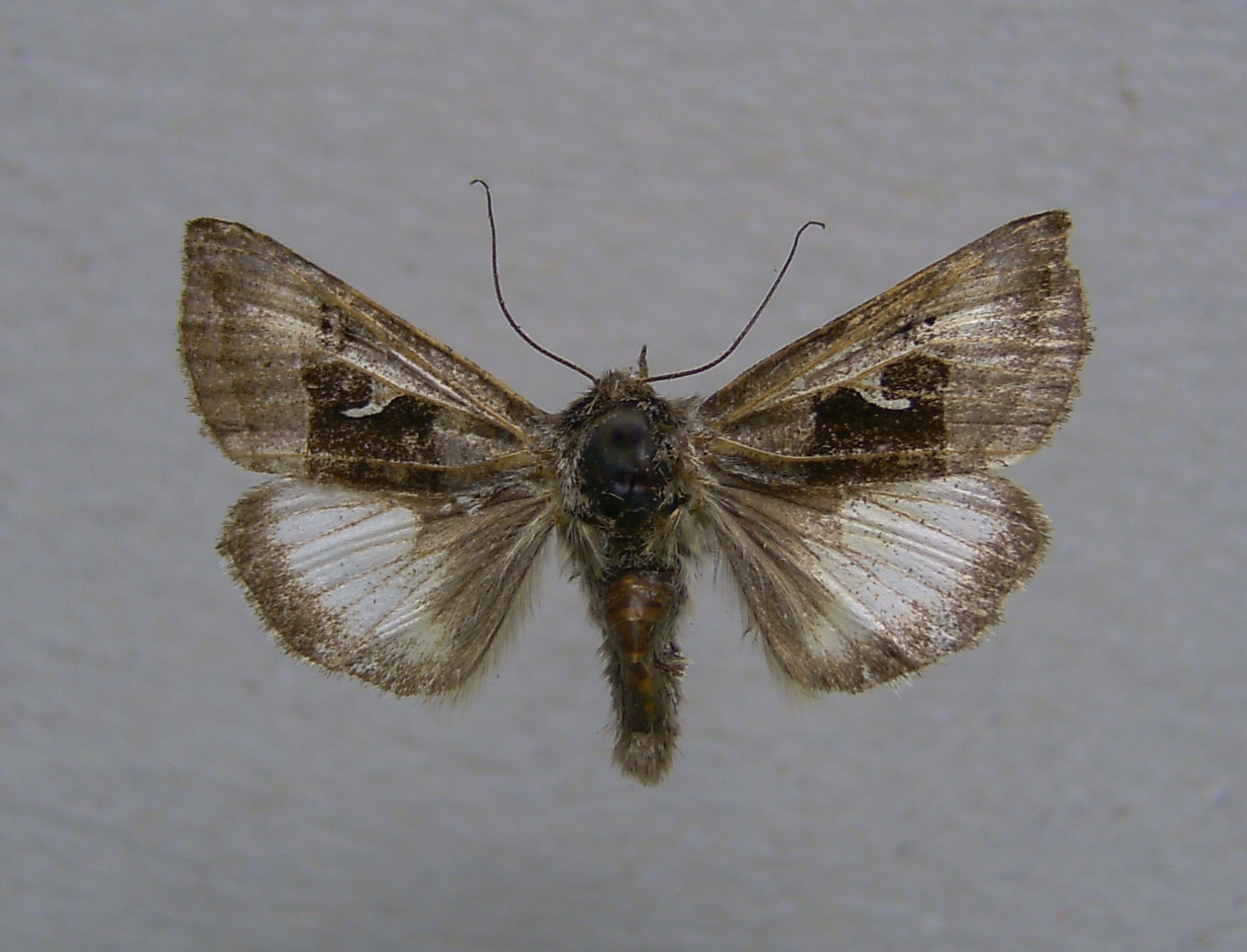
Syngrapha parilis
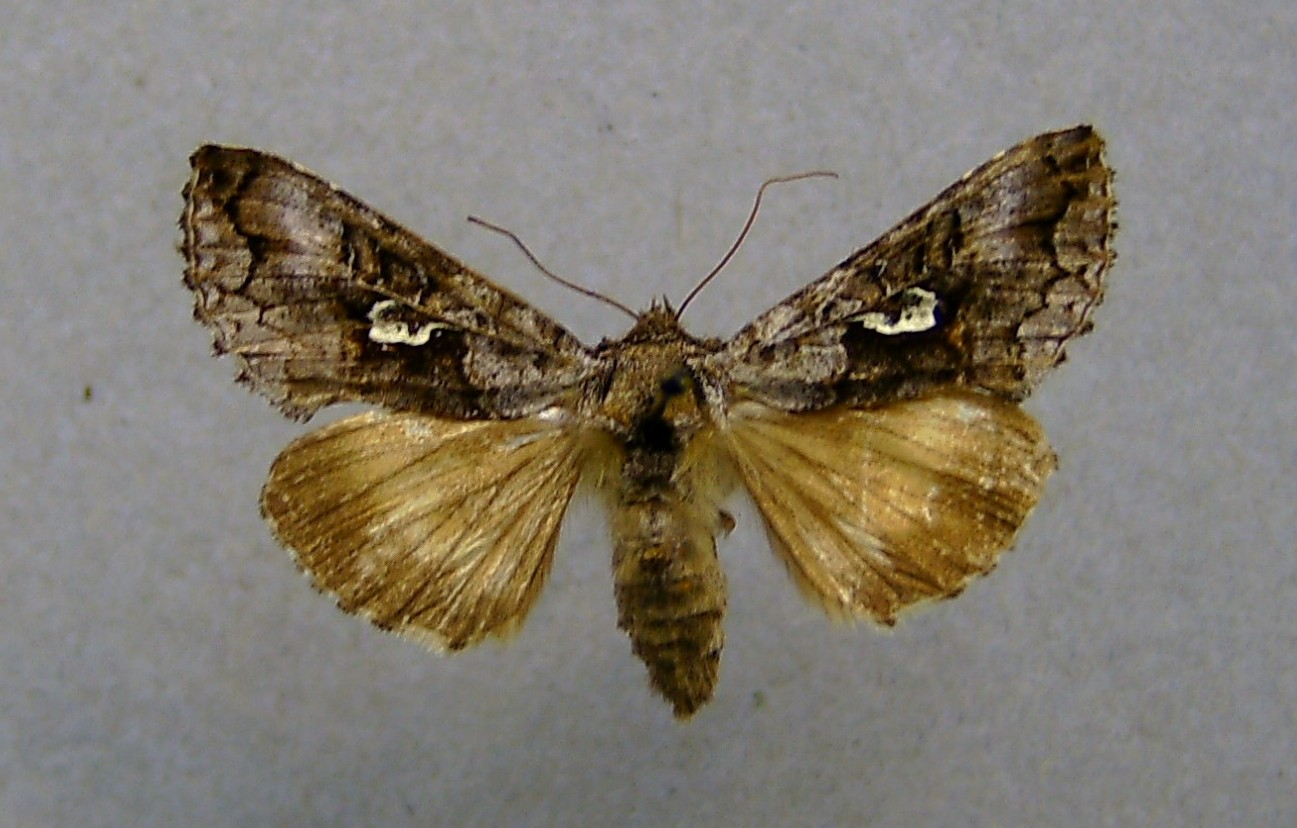
Syngrapha interrogationis
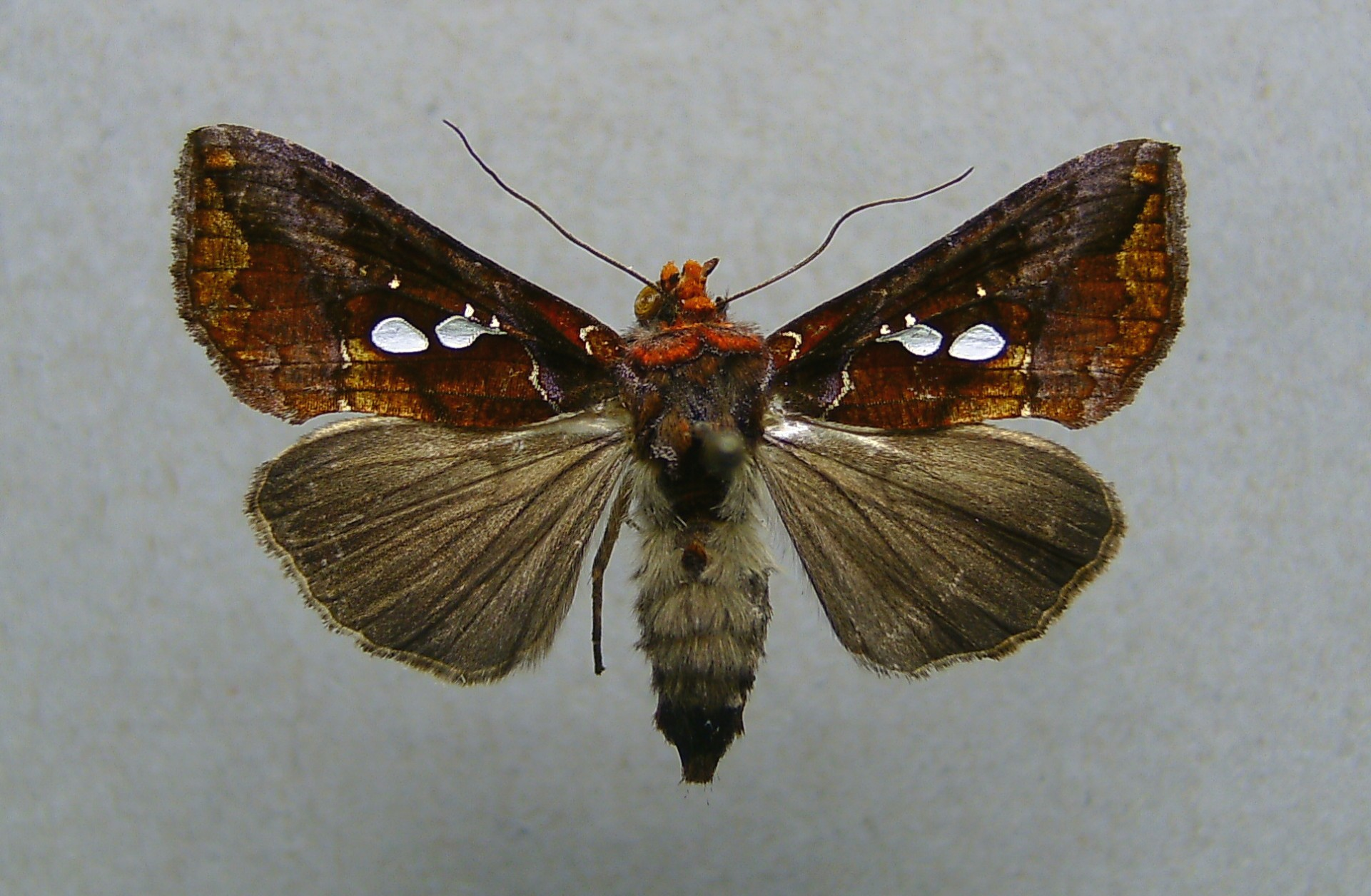
Antoculeora ornatissima
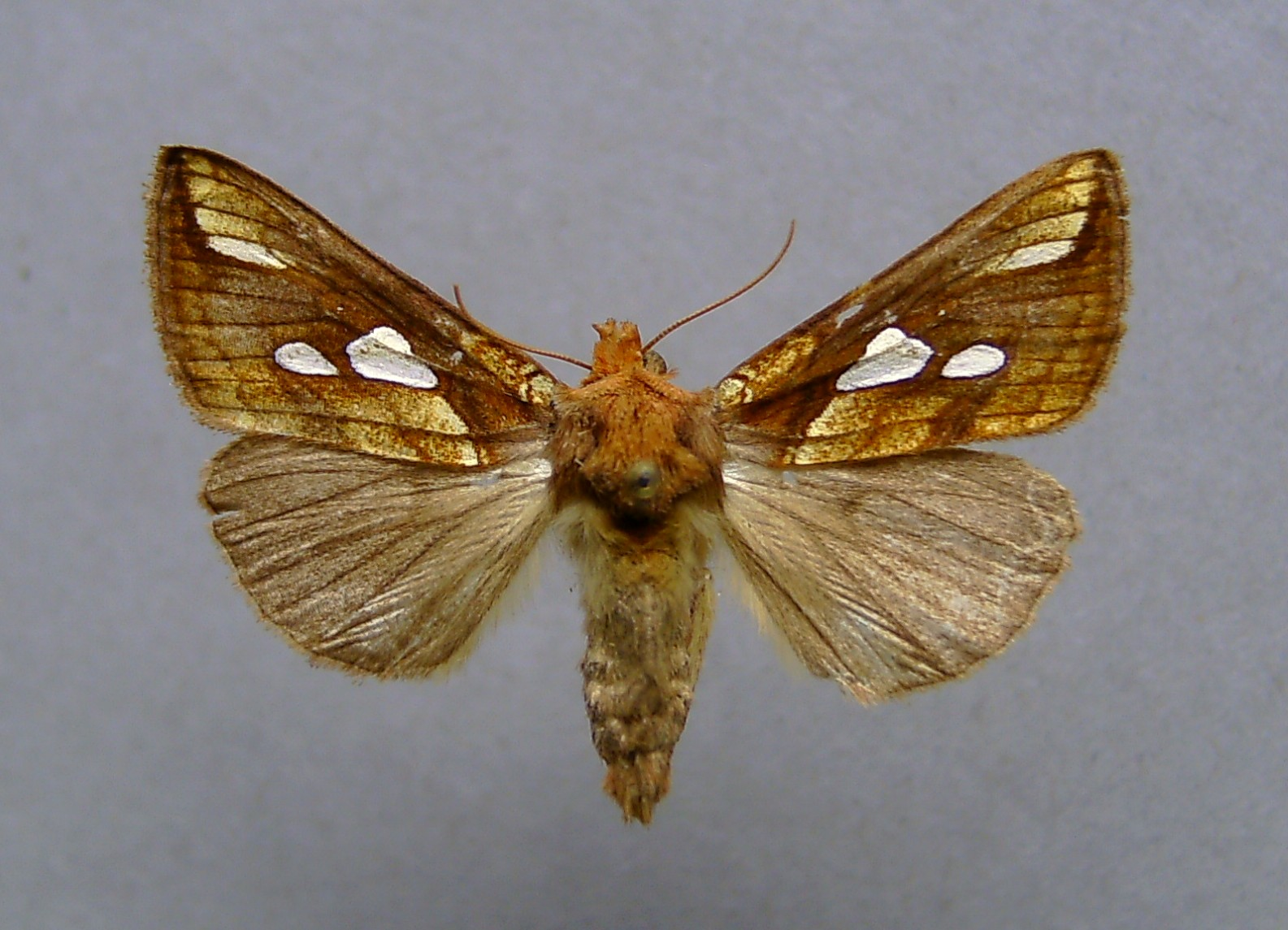
Plusia festucae
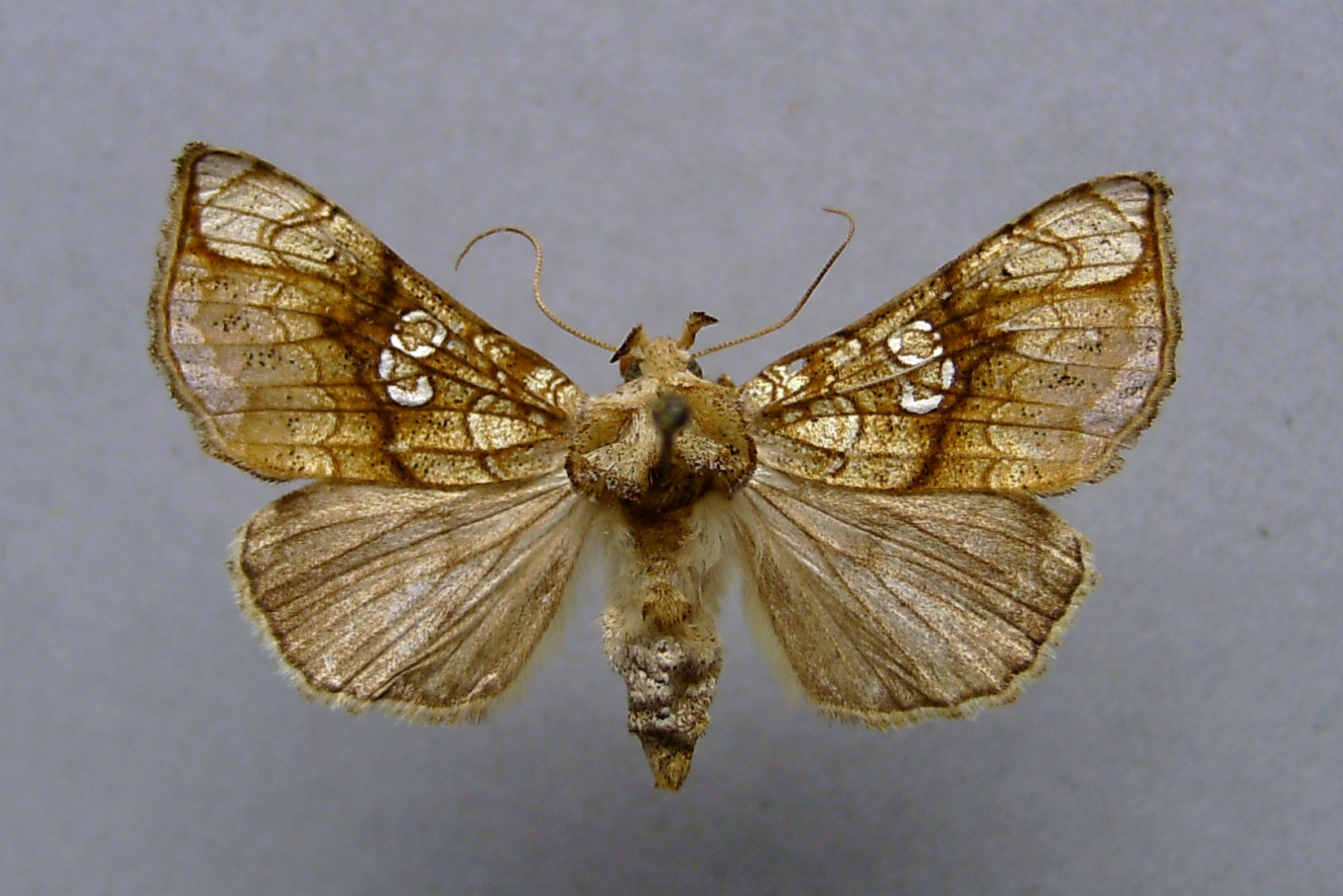
Polychrysia moneta
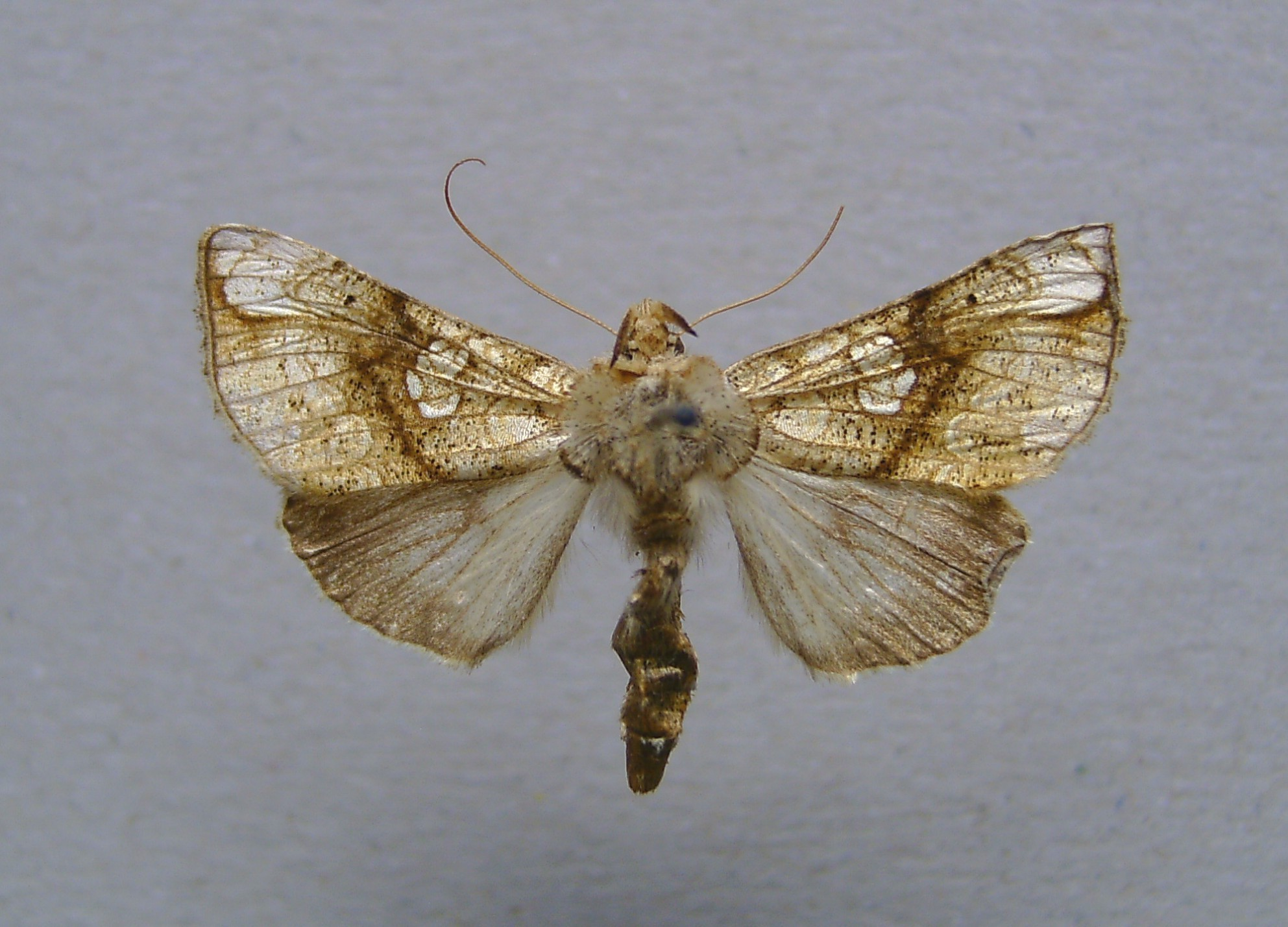
Polychrysia esmeralda
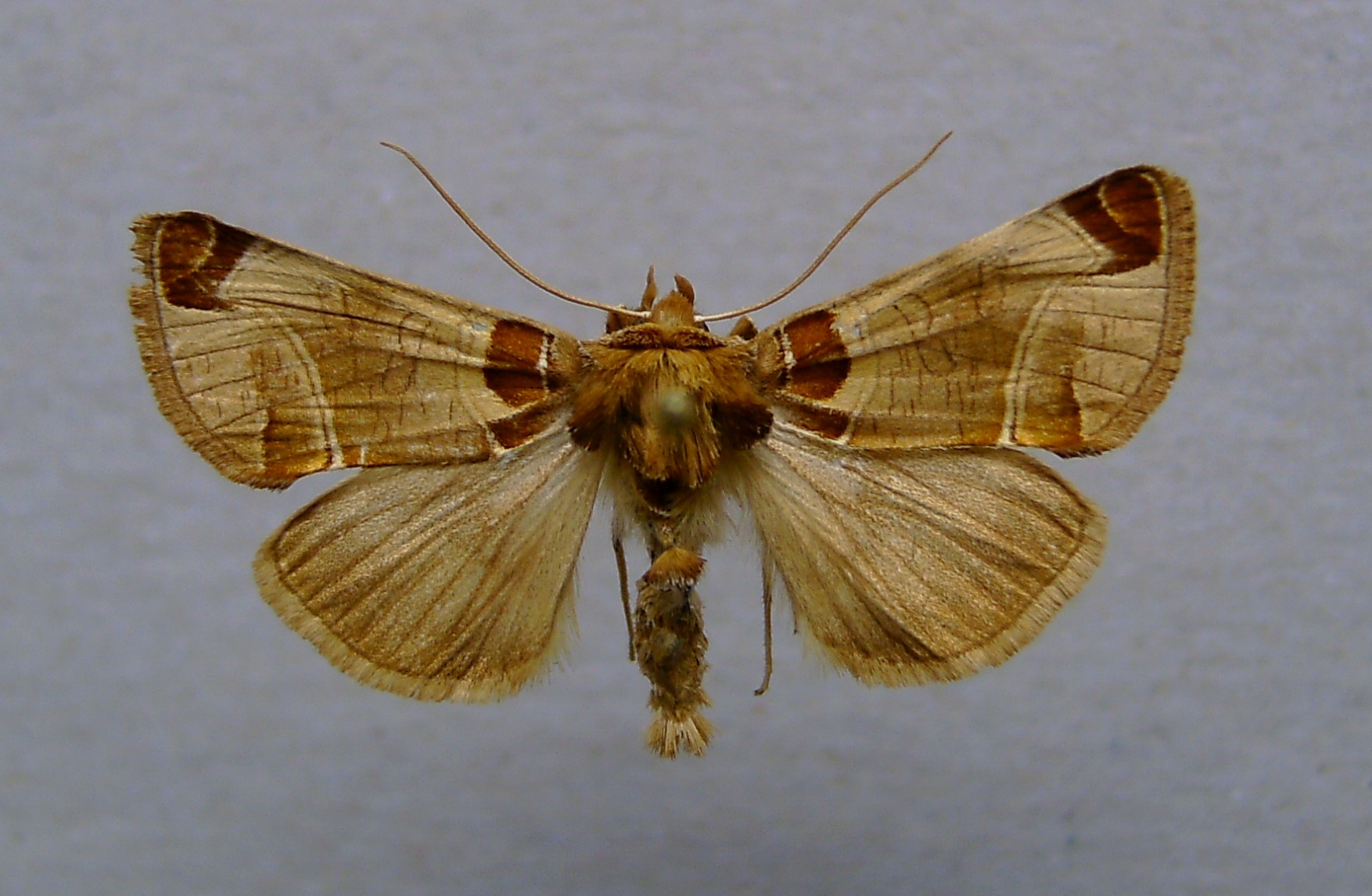
Plusidia cheiranthi
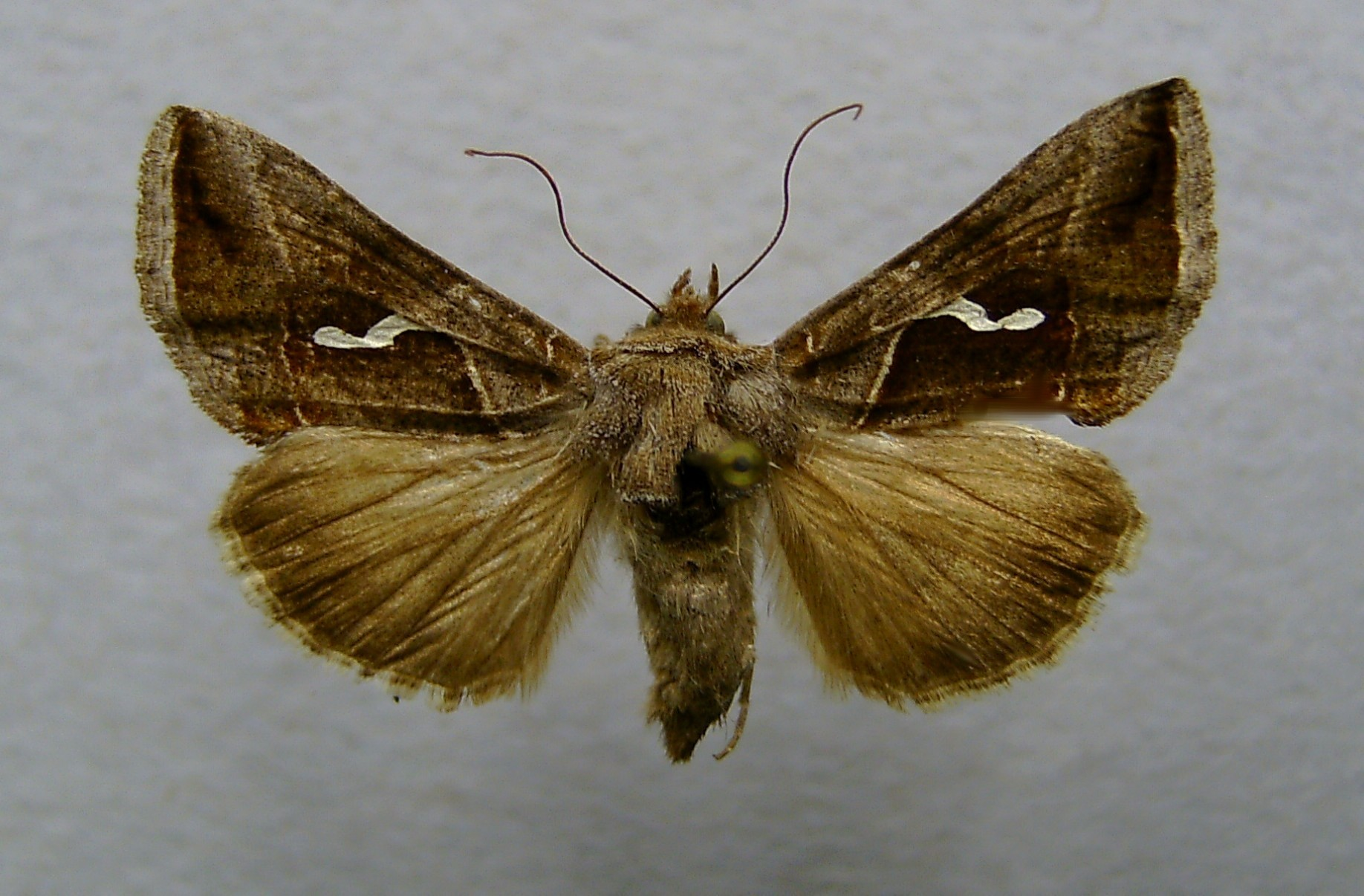
Macdunnoughia confusa
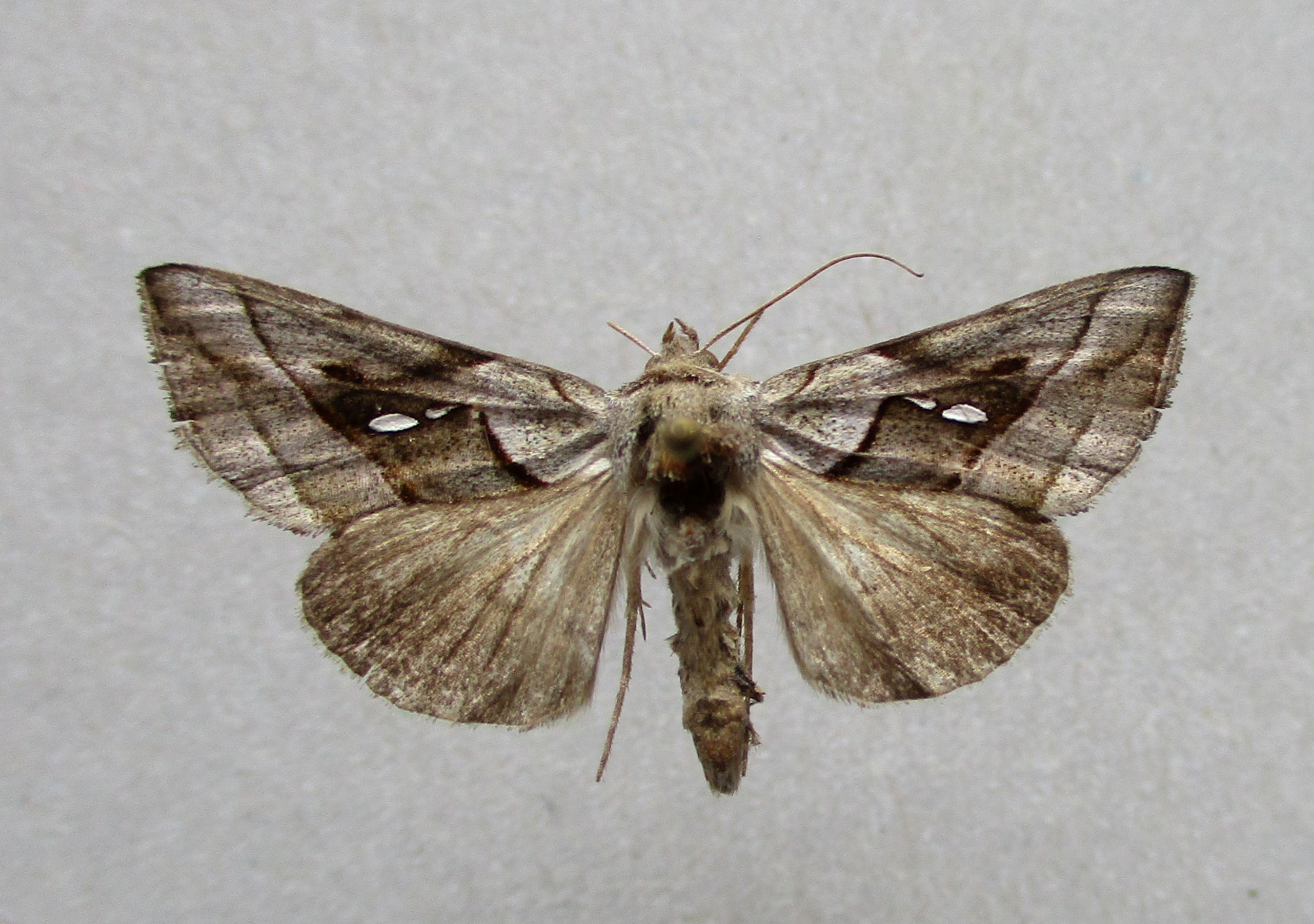
Macdunnoughia purissima
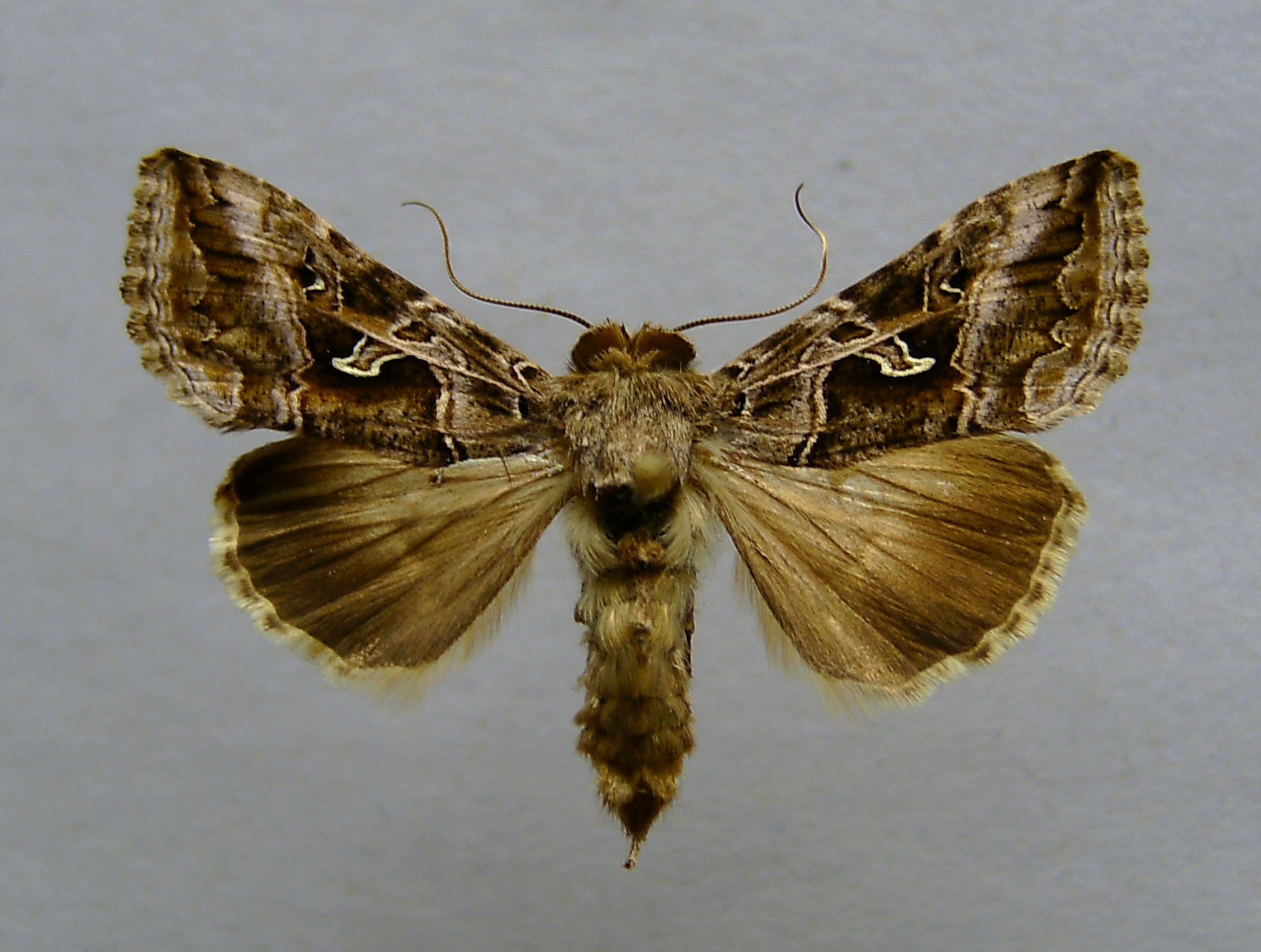
Cornutiplusia circumflexa
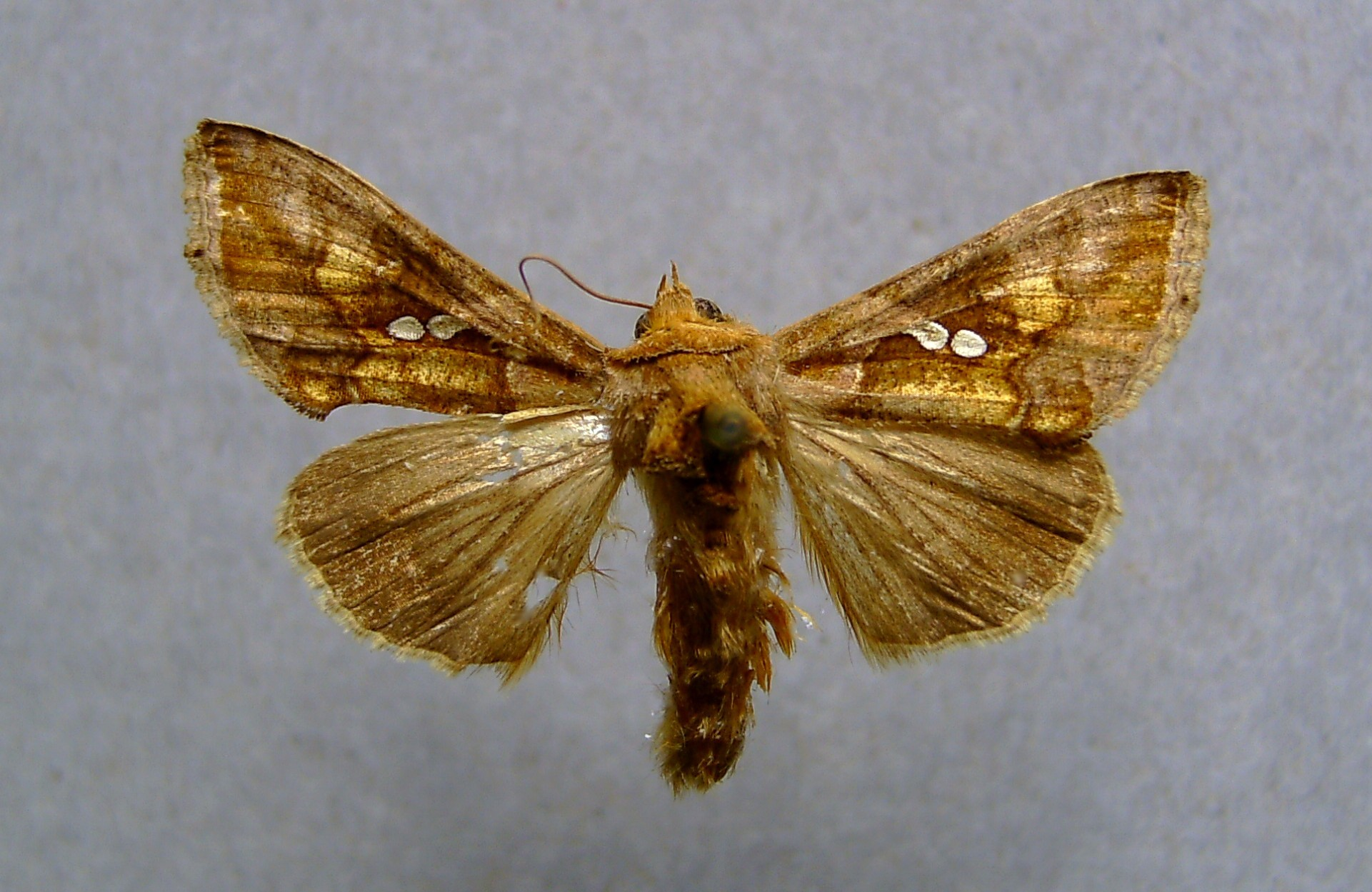
Chrysodeixis chalcites
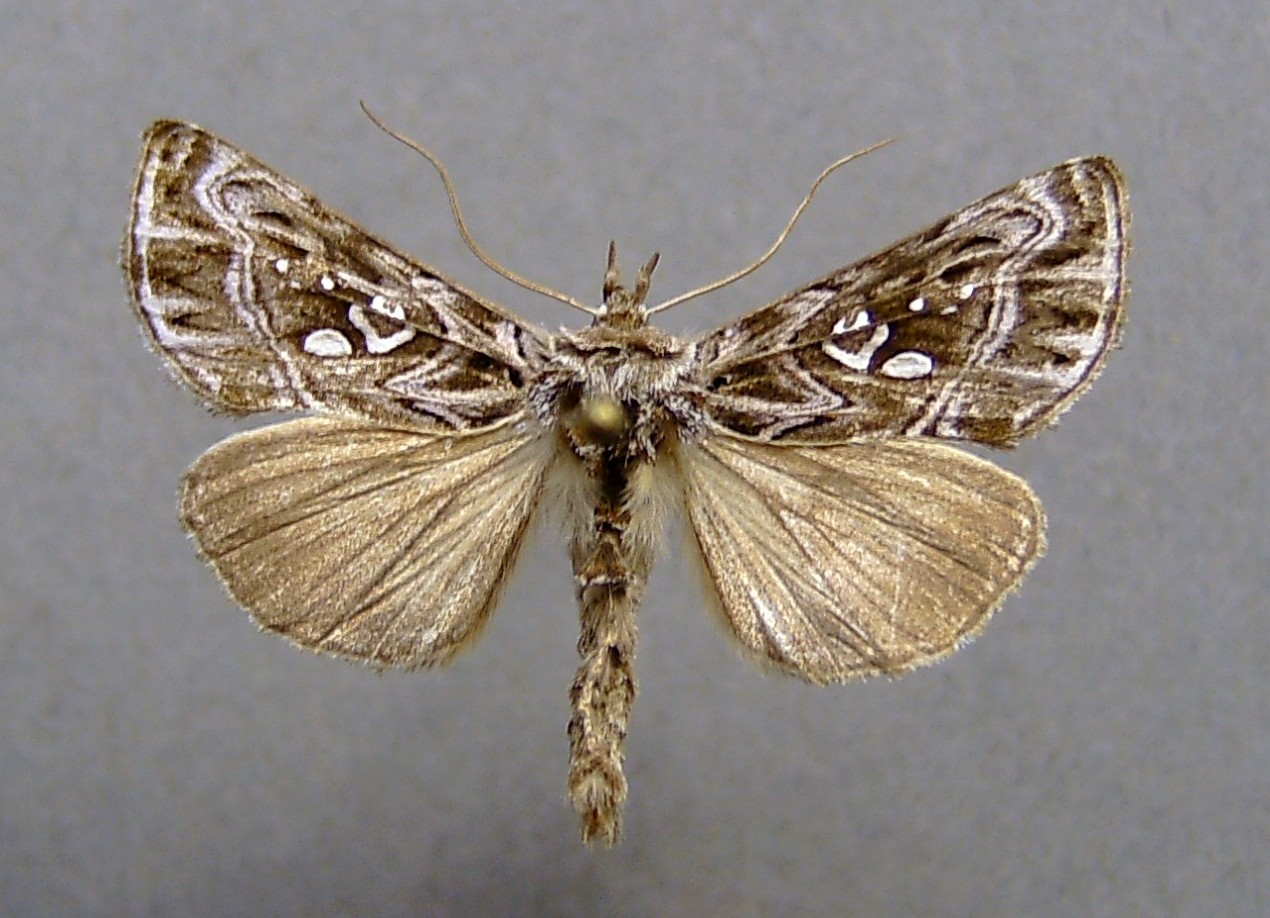
Panchrysia ornata
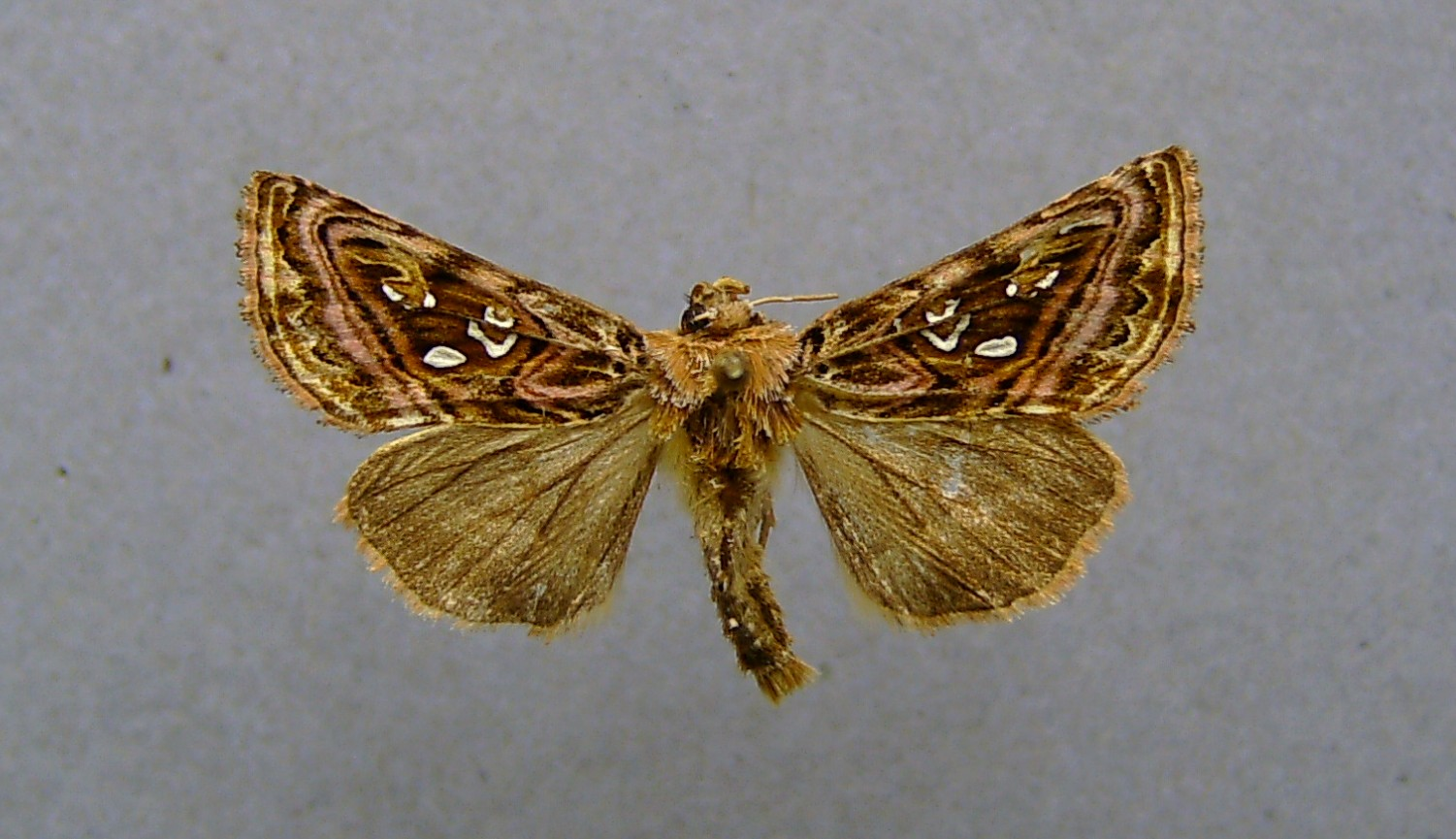
Panchrysia v-argenteum
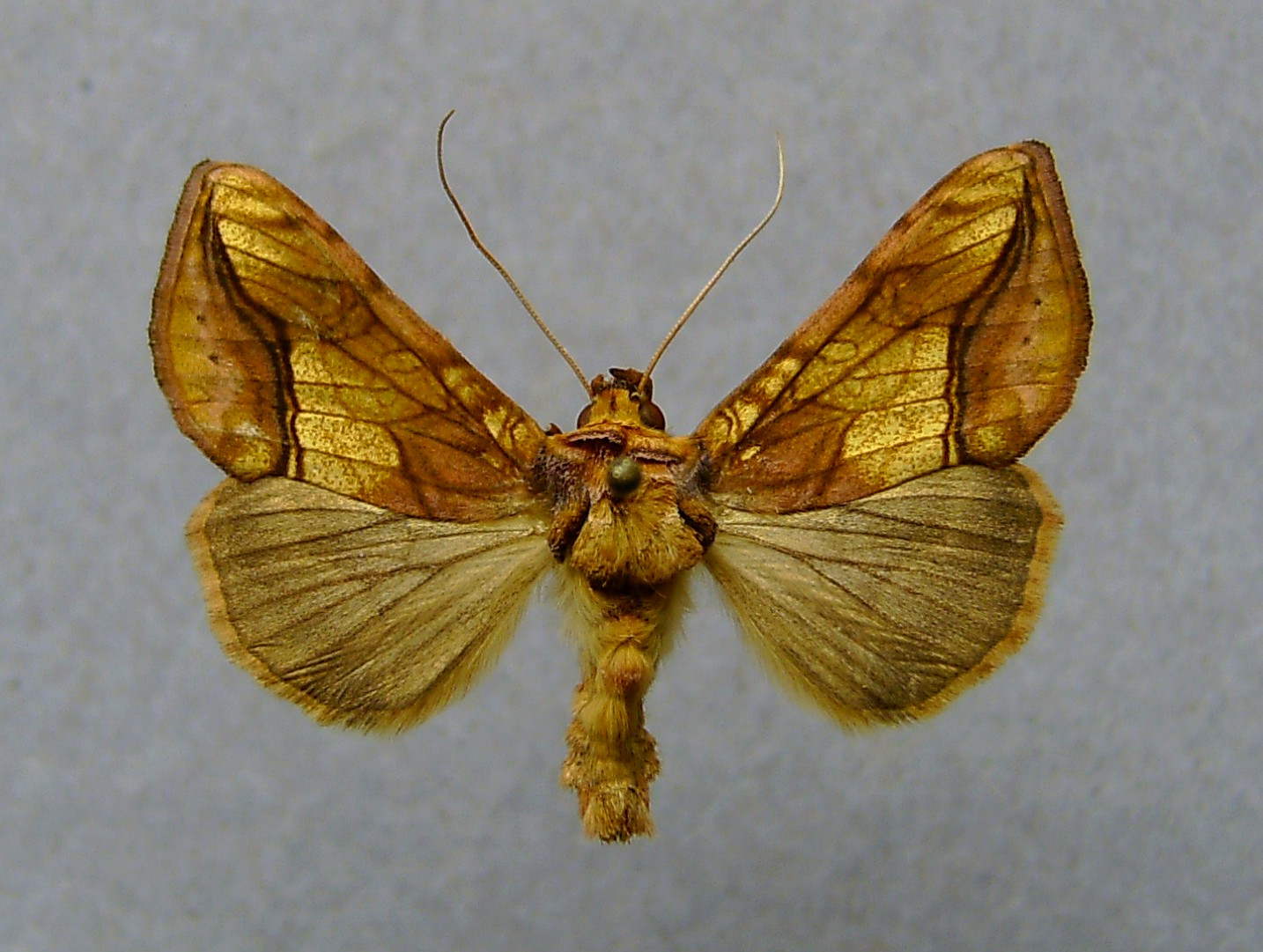
Panchrysia aurea
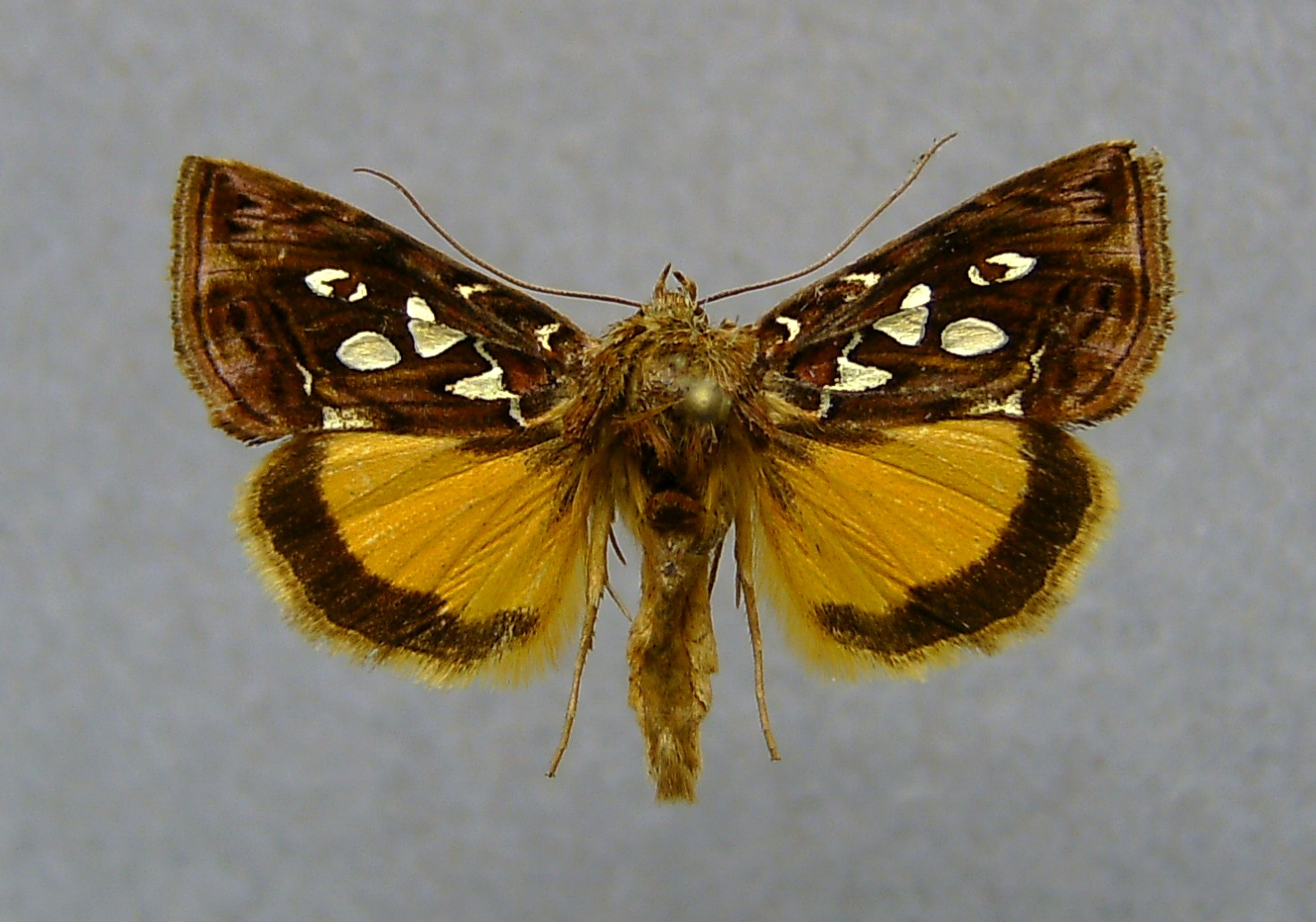
Panchrysia dives
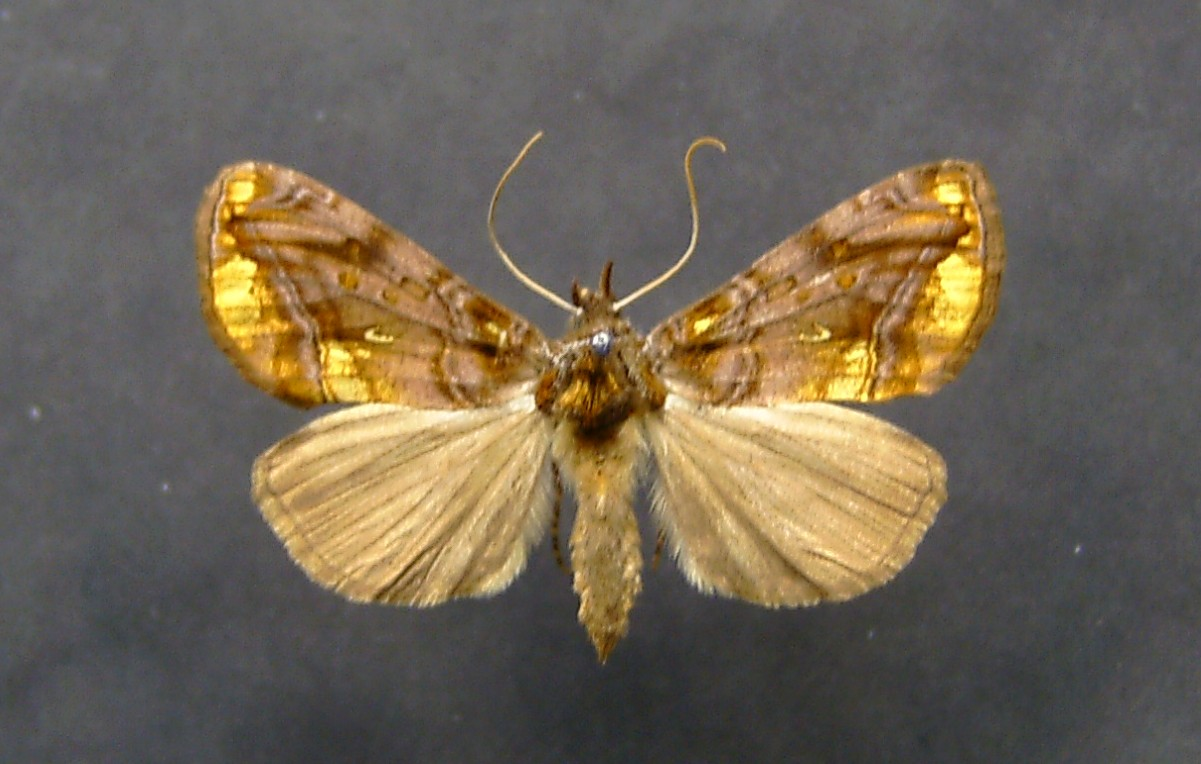
Lamprotes c-aureum
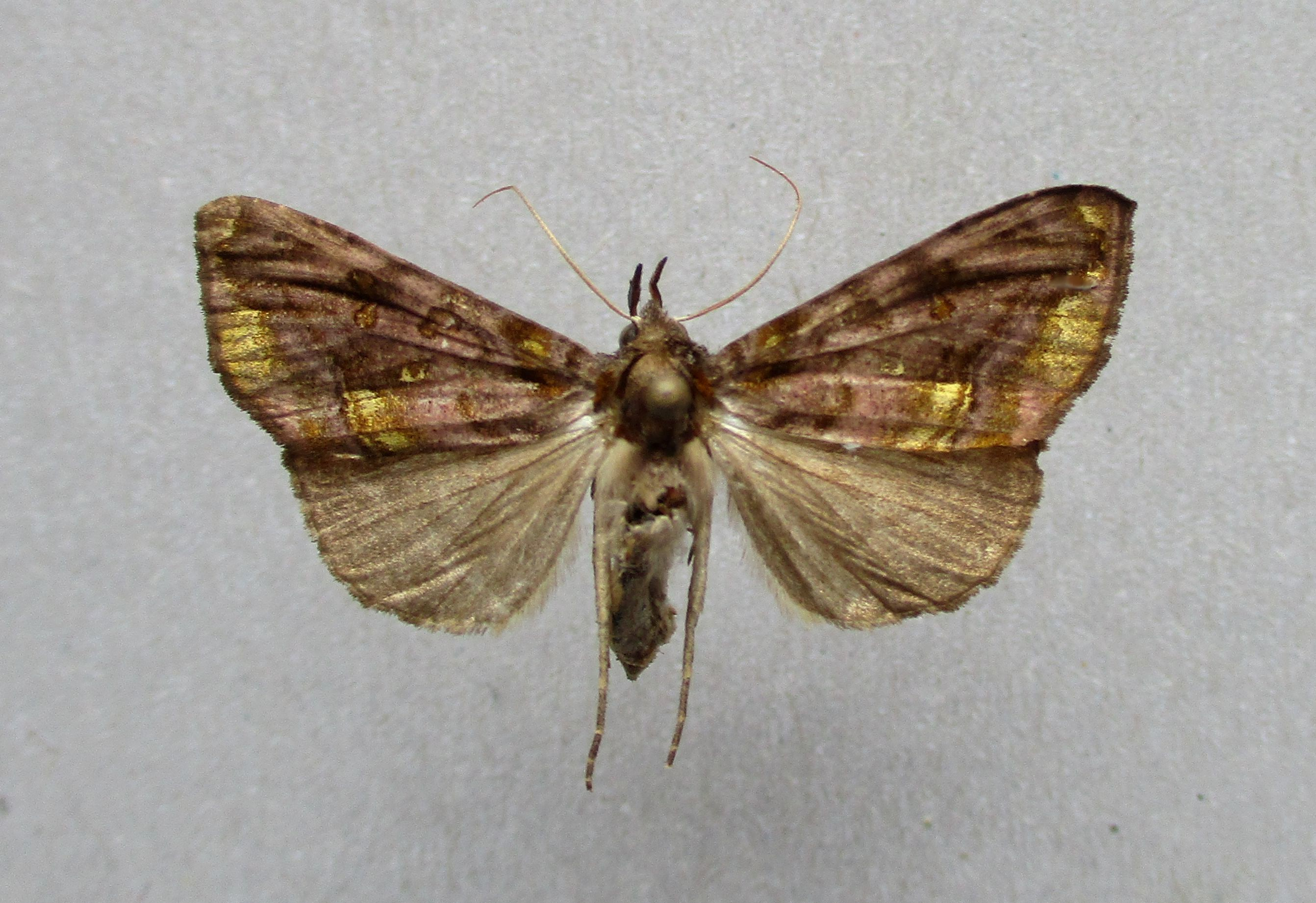
Lamprotes mikadina
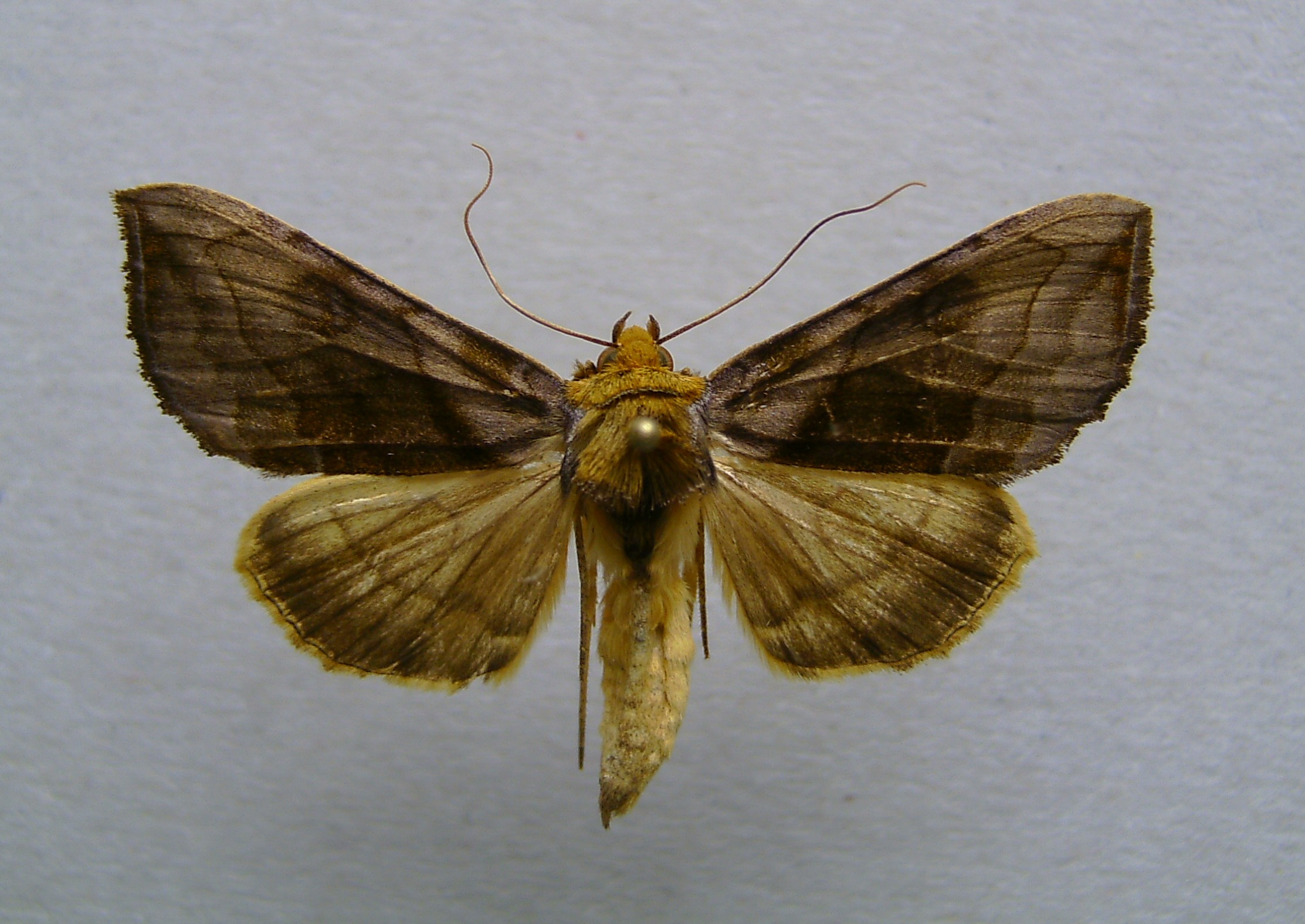
Diachrysia leonina
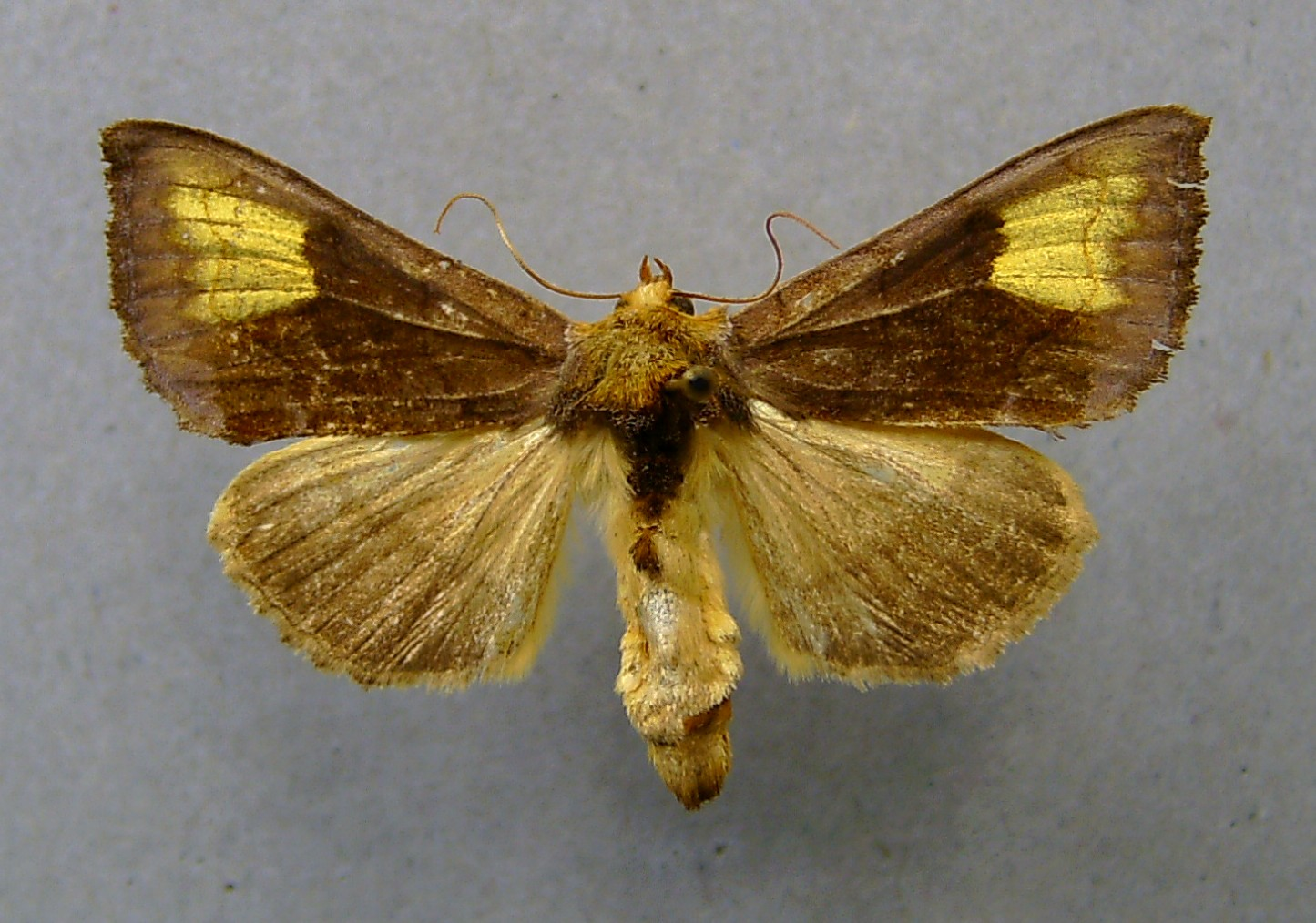
Diachrysia chryson
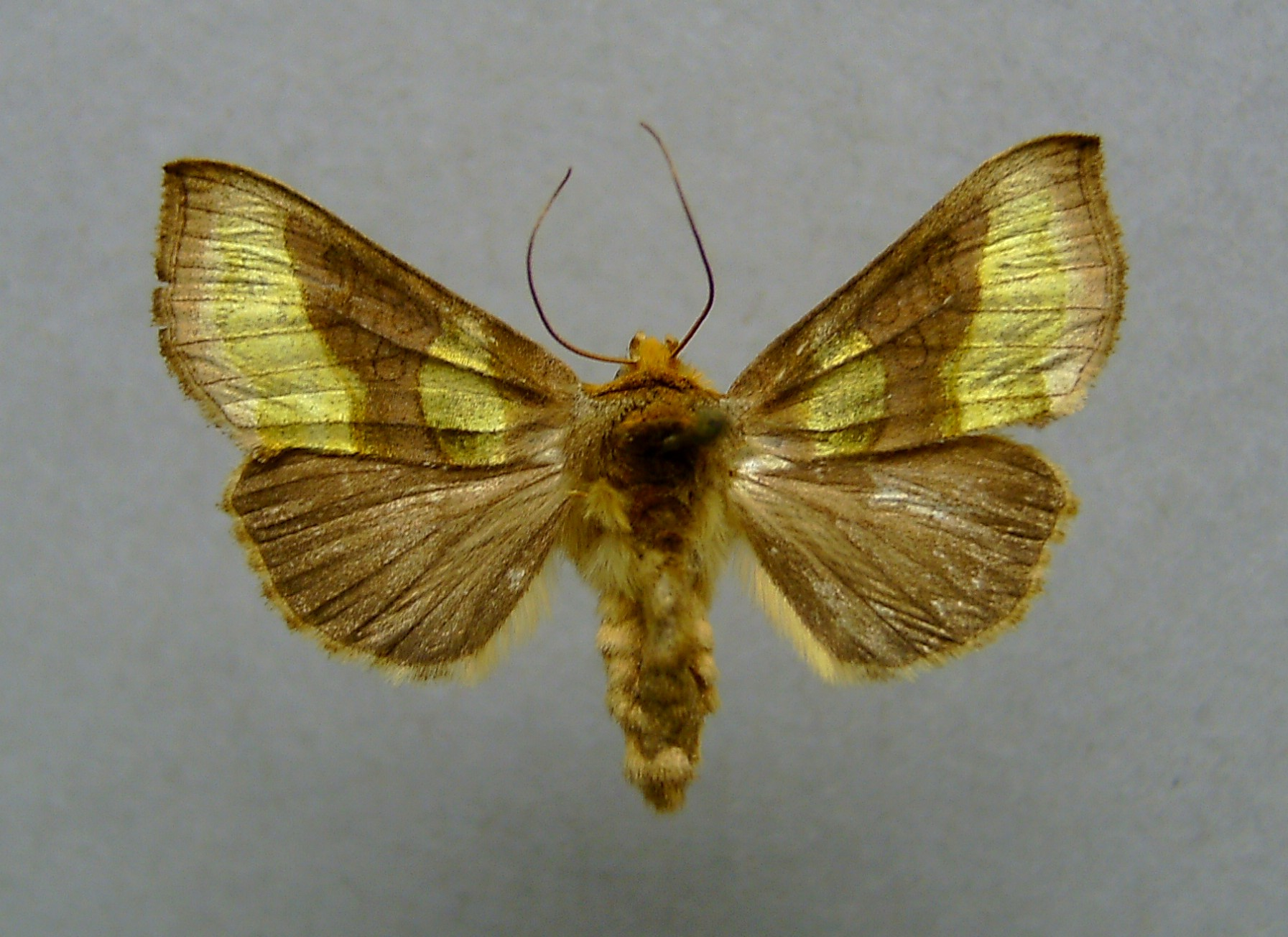
Diachrysia chrysitis
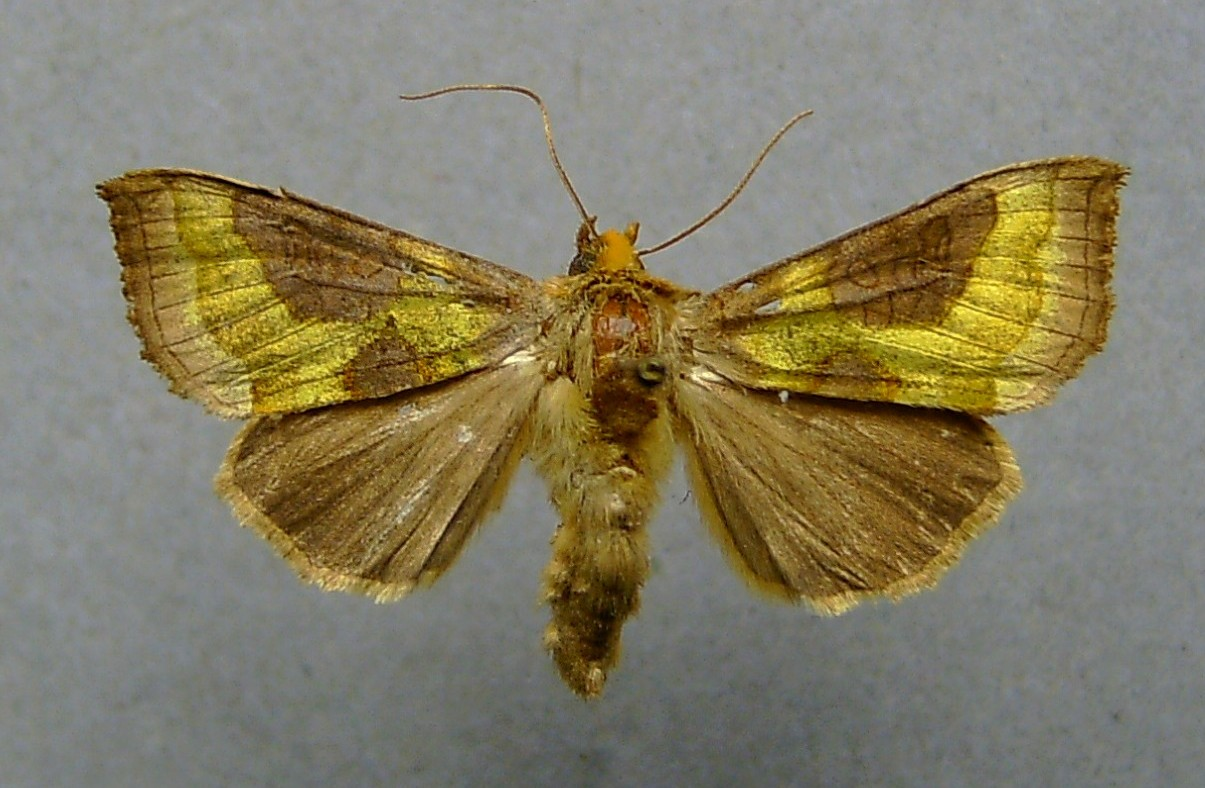
Diachrysia stenochrysis
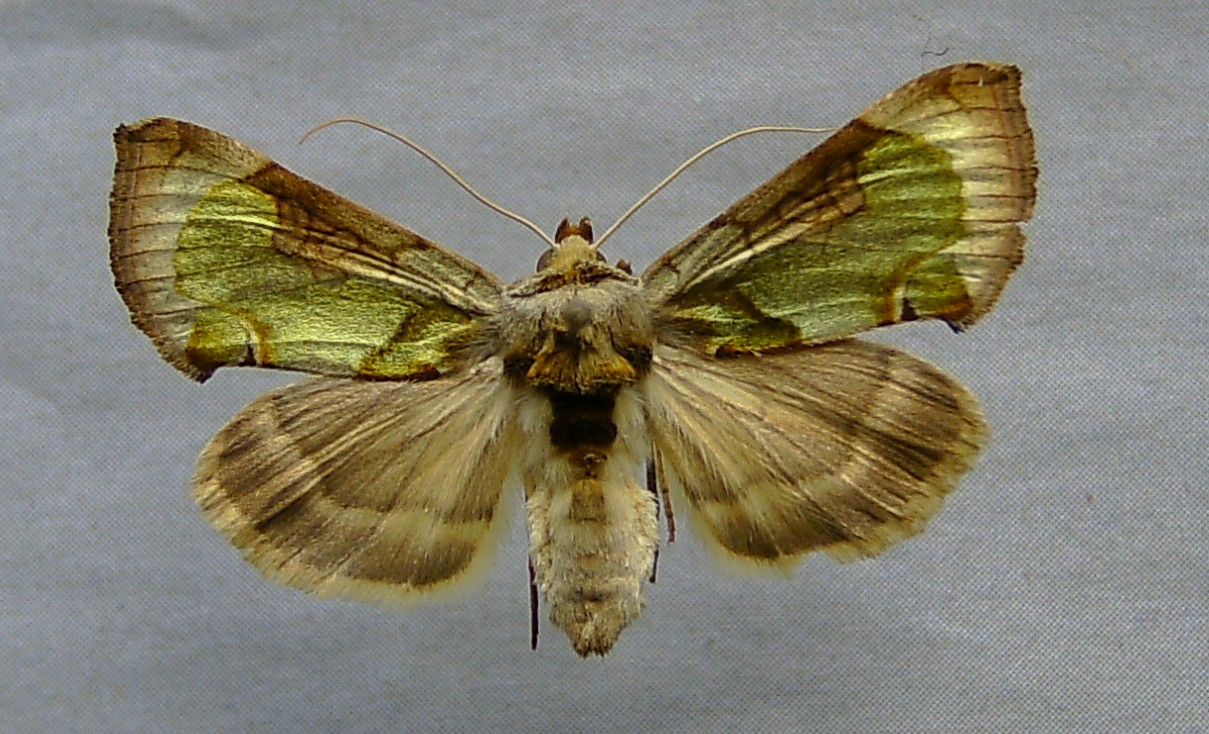
Diachrysia zosimi
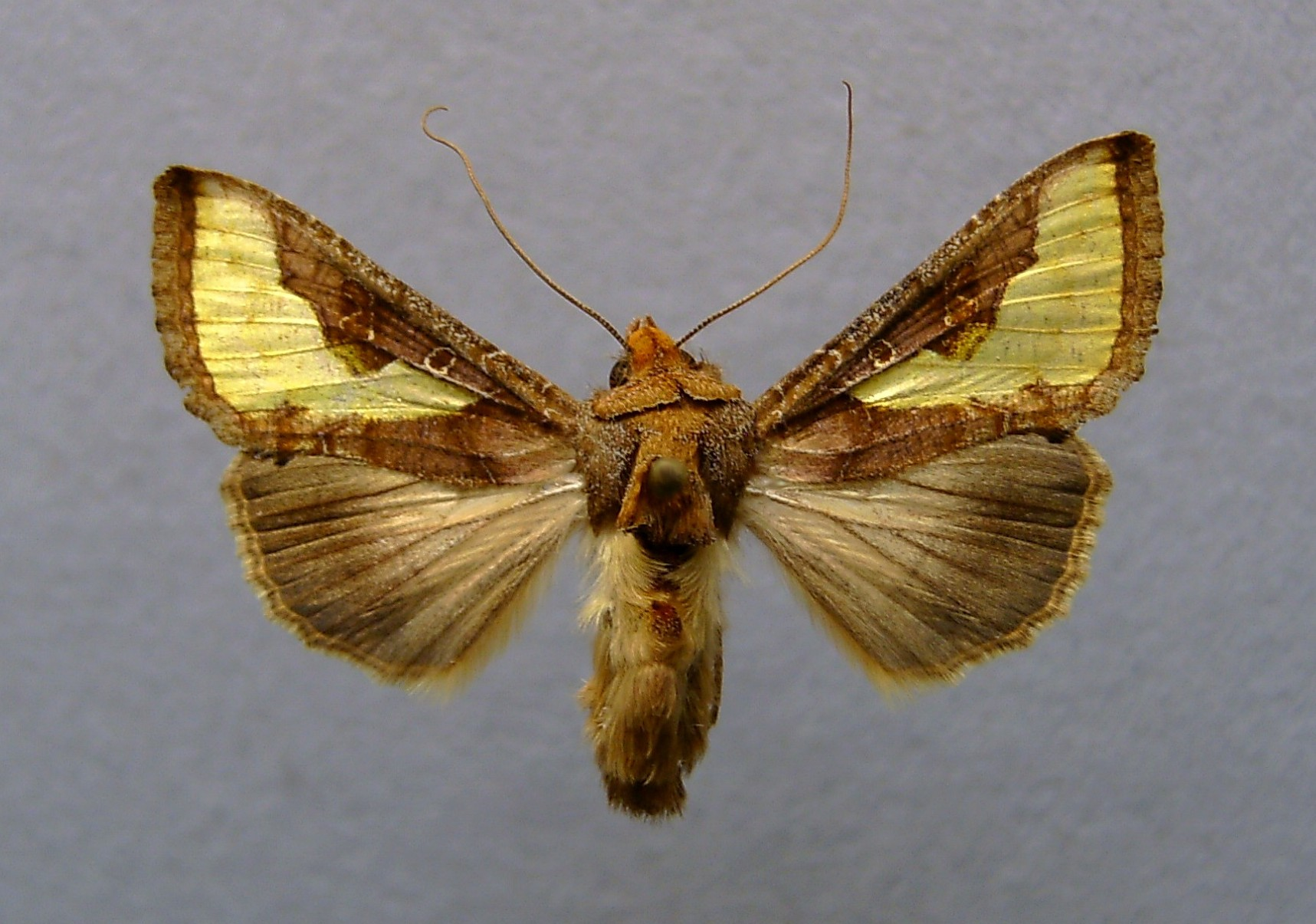
Thysanoplusia orichalcea
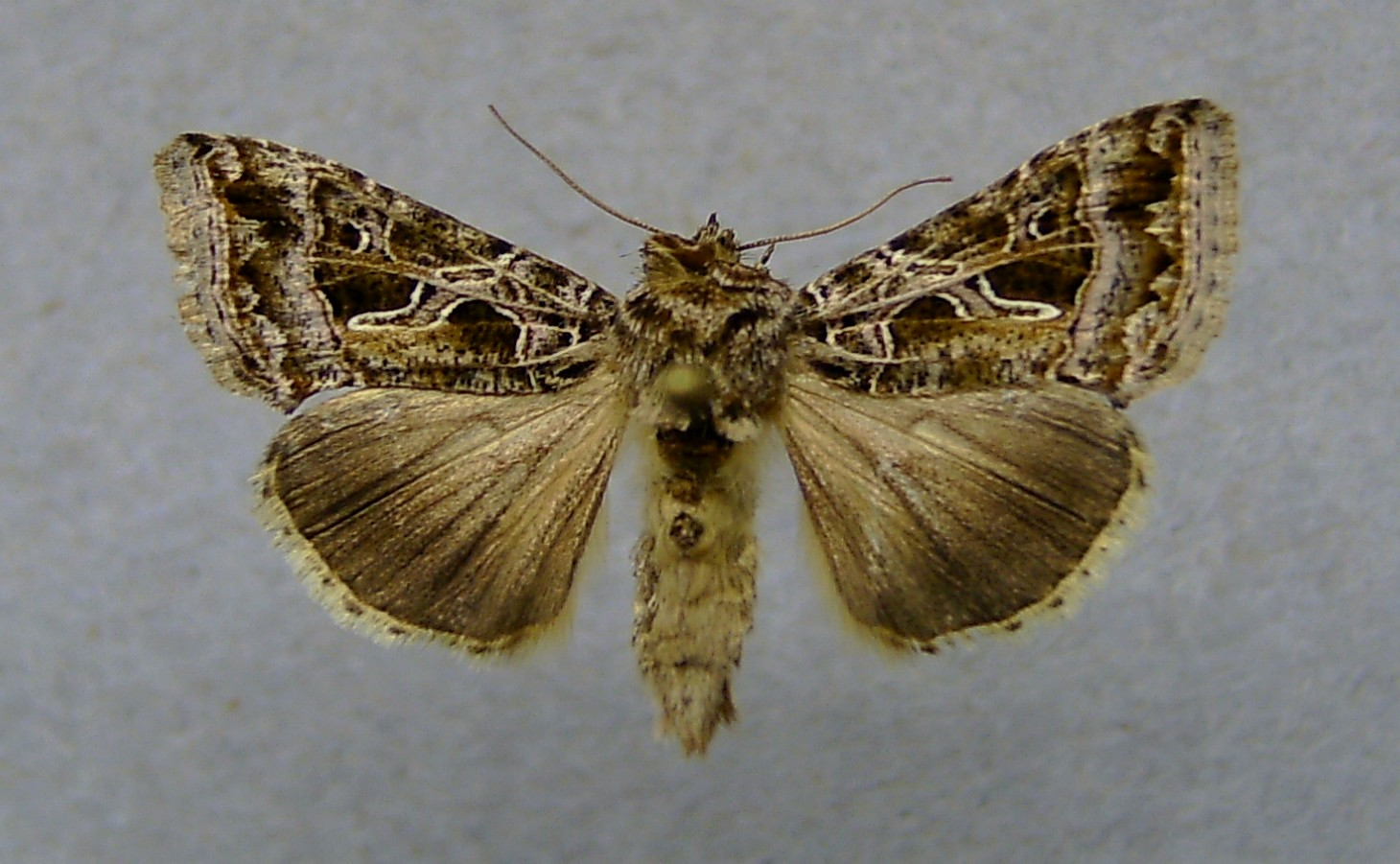
Thysanoplusia daubei
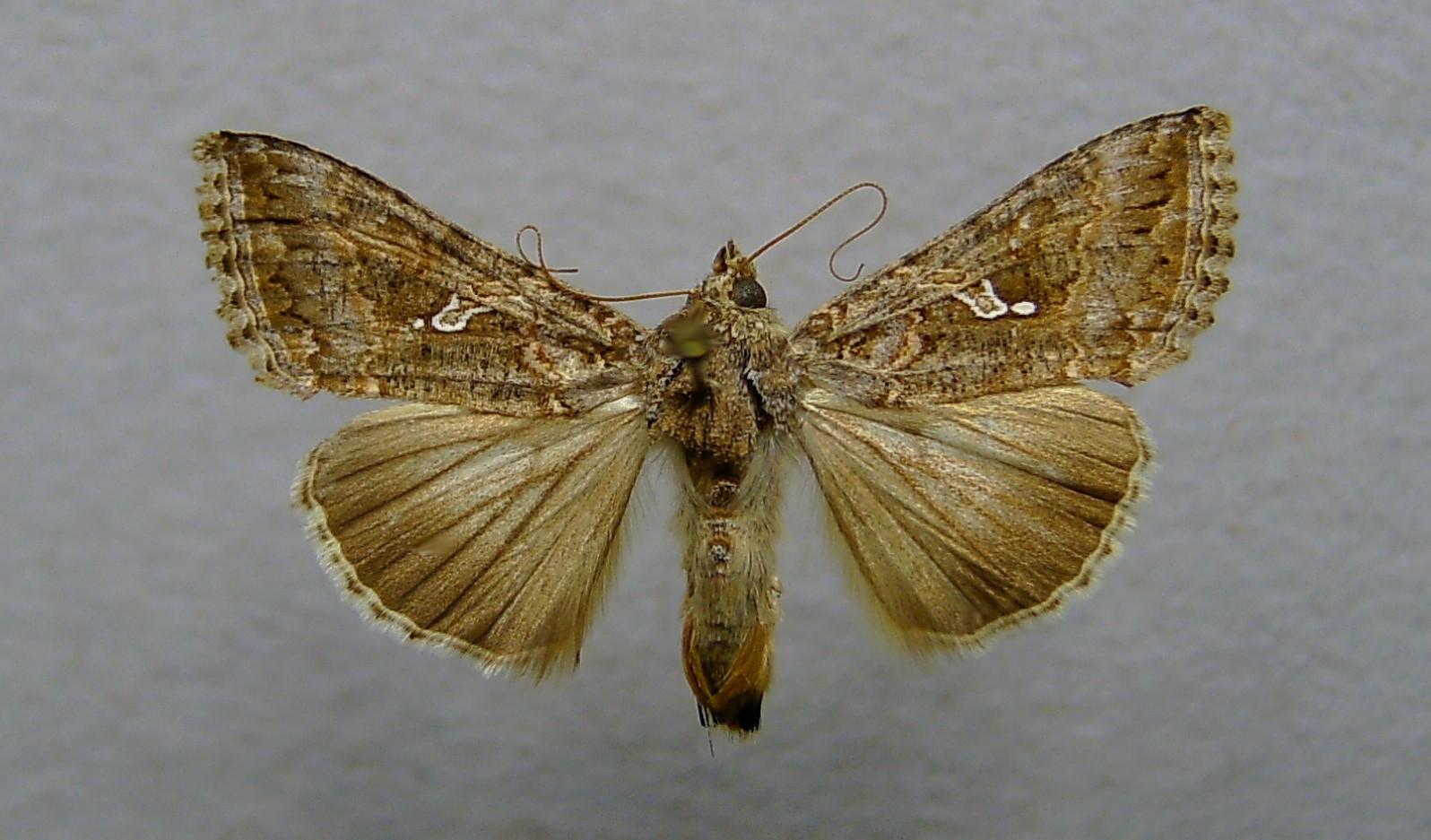
Trichoplusia ni